# Tatouage
Pour les articles homonymes, voir Tatouage (homonymie).
Vous lisez un « bon article » labellisé en 2011.

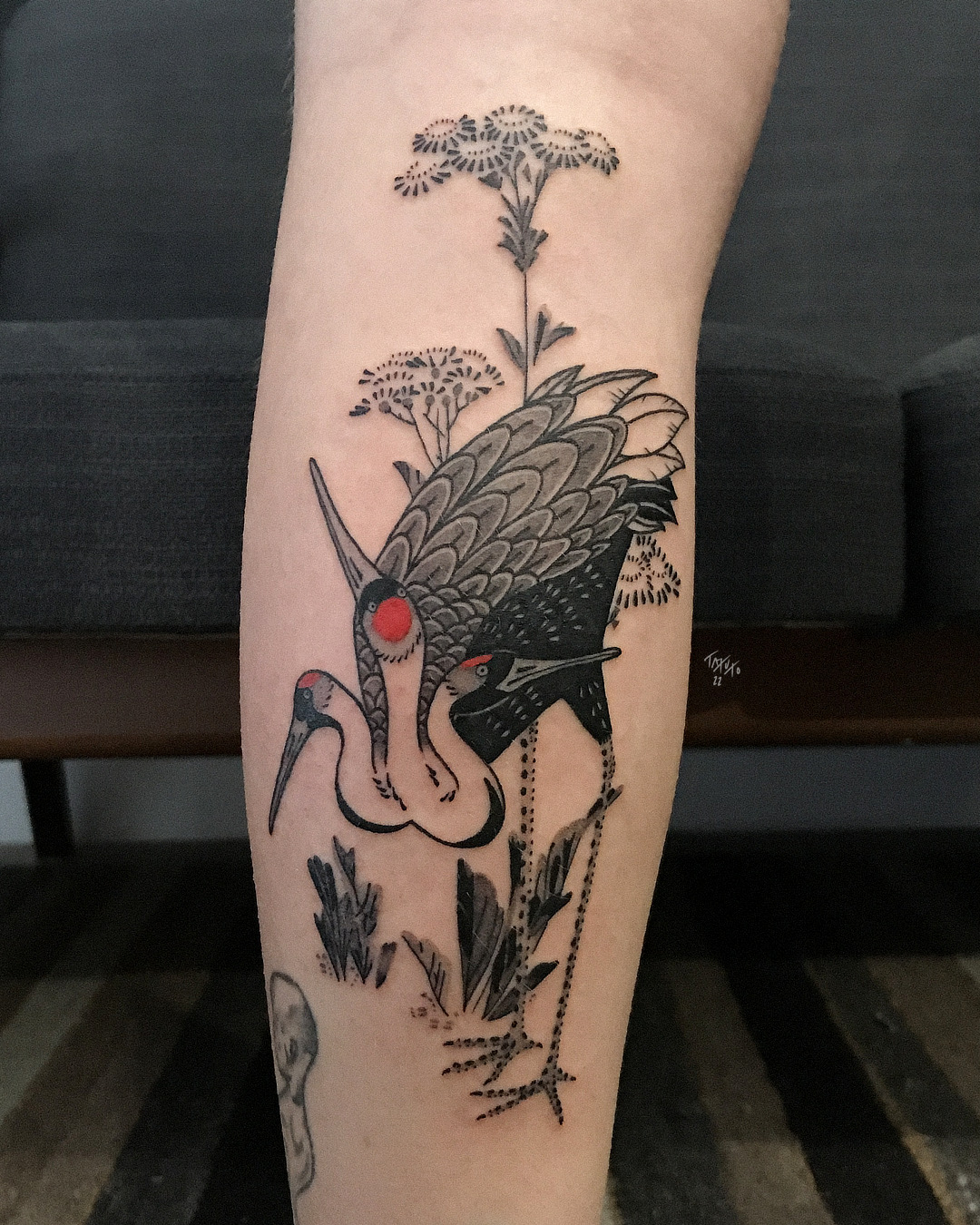
Tatouage de style japonais réalisé par l'artiste tatoueur français Nico Tatuto

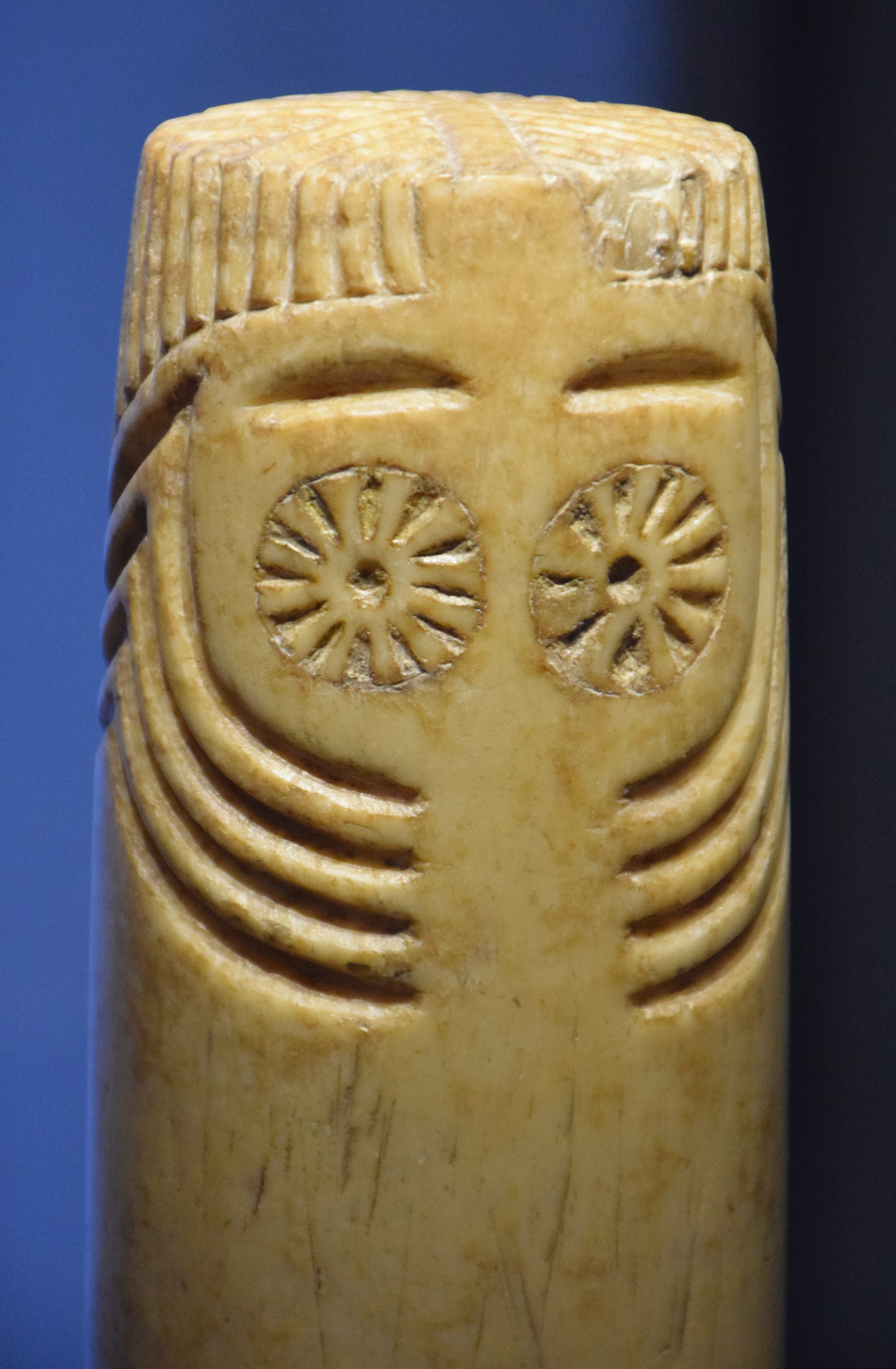
« Ídolo oculado » en albâtre avec tatouages faciaux "en yeux de chouette", découverte dans la vallée du Guadalquivir (Espagne). Vers 2800-2500 av. J.-C.

Un tatouage est un dessin décoratif ou symbolique permanent effectué sur la peau dont la pratique est attestée dans la société humaine depuis le Néolithique. À l'origine, il était le plus souvent effectué avec de l'encre de Chine ou des encres à base de charbon ou de suif. De nos jours, il s'agit plus d'encres contenant des pigments de synthèse. Il existe différentes couleurs d'encre et même une encre transparente qui ne réagit qu'à la lumière noire : ce type de tatouage est appelé tatouage « UV » ou « Blacklight ». Le tatouage est considéré comme un type de modification corporelle permanente.
La technique du tatouage consiste à injecter l'encre sous la peau à l'aide d'aiguilles ou d'objets pointus. L'encre est déposée sous la peau entre le derme et l'épiderme. La profondeur de la piqûre varie de 1 à 4 mm en fonction des types de peau et des parties du corps, les zones les plus épaisses se situant dans le dos, les coudes et les genoux.
Le tatouage est pratiqué depuis plusieurs milliers d'années dans le monde entier. Il peut être réalisé pour des raisons symboliques, religieuses ou esthétiques. Dans plusieurs civilisations, il est même considéré comme un rite de passage à cause de la douleur endurée lors de la réalisation du motif.
C'était aussi un mode de marquage utilisé pour l'identification des esclaves, des prisonniers ou des animaux domestiques.

## Étymologie
Le mot vient du tahitien tatau, qui signifie « marquer, dessiner ou frapper » et dérive de l'expression Ta-atuas. La racine du mot ta signifie « dessin » et atua signifie « esprit, dieu ». Le docteur Berchon, traducteur du deuxième voyage de Cook vers Tahiti en 1772, employa pour la première fois le mot tattoo ; le mot sera francisé en « tatouage» à la fin des années 1700. Il est d'abord introduit dans le Dictionnaire de l'Académie française en 1798, puis dans la première édition du dictionnaire de Littré en 1863. Dans sa prononciation, ce mot est commun à la plupart des langues polynésiennes (le tahitien, le samoan, le tongien, le maori de Nouvelle-Zélande et l'hawaïen).
Pour les Maoris, le tatouage avait pour fonction de différencier les individus selon leur rang social.

## Histoire

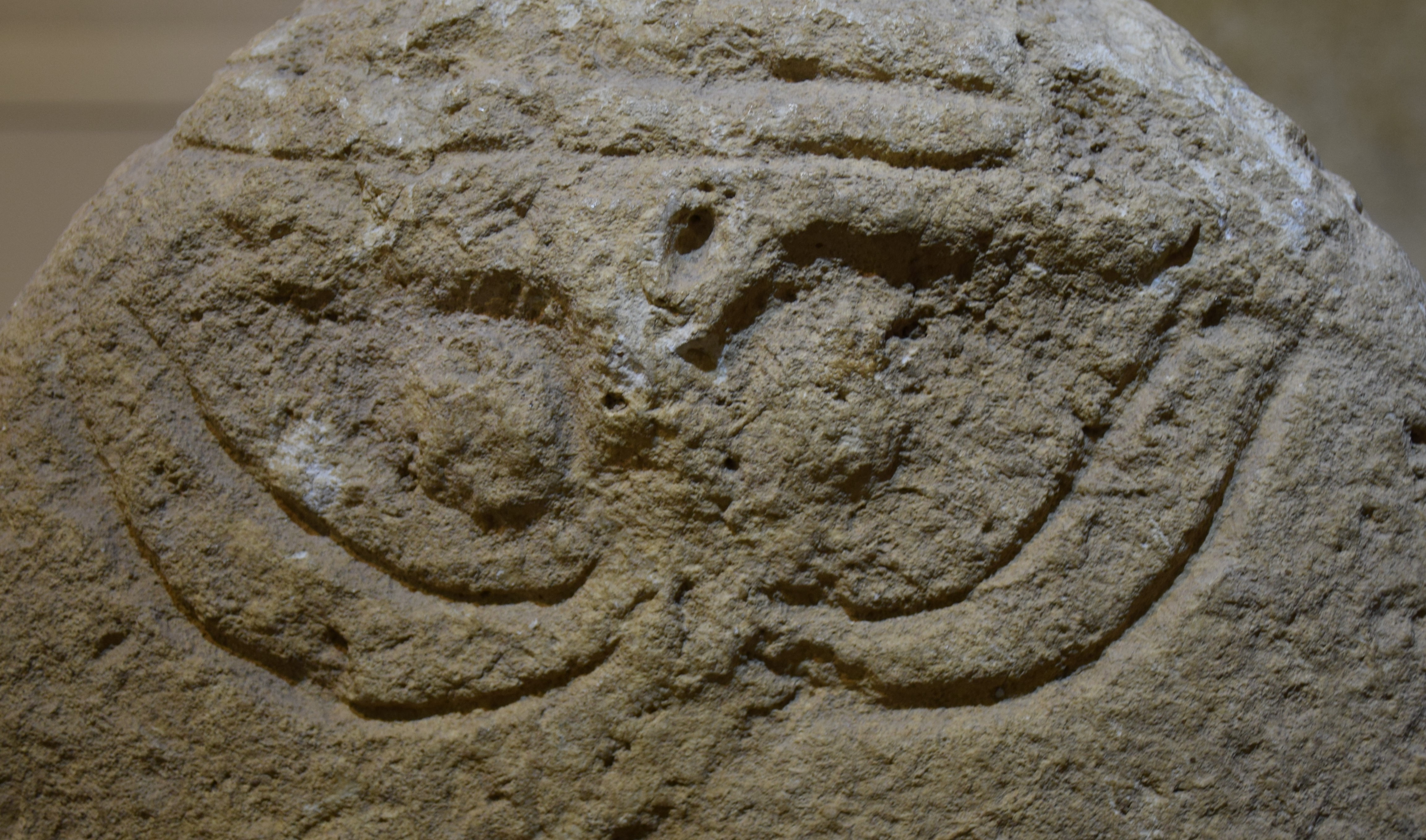
Détail du visage de la stèle néolithique du Colombier (Euzet-les-Bains, Gard) avec la représentation de tatouages faciaux "en yeux de chouette". Vers 2800-2500 av. J.-C.

Le tatouage est une pratique attestée en Eurasie depuis le Néolithique. Ötzi, l'homme des glaces découvert gelé dans les Alpes italo-autrichiennes et vieux d'environ 5 300 ans, arbore des tatouages possiblement thérapeutiques, (61 marques composées de lignes parallèles et croisées réparties sur les jambes, le dos, le torse et le poignet.) 

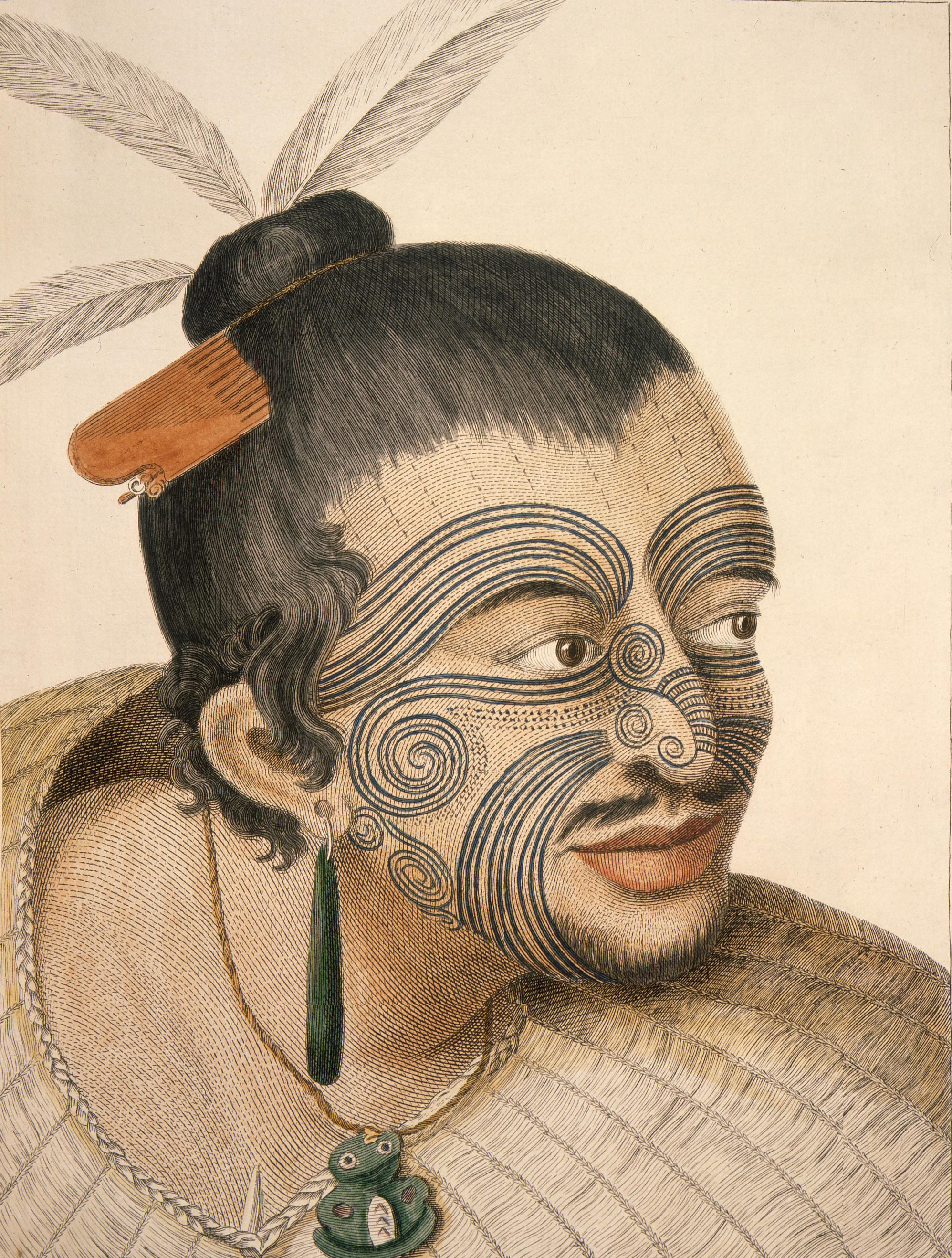
Portrait d'un homme maori avec un moko facial complet. Gravure colorée à la main d'un chef māori, réalisée en 1784 par Thomas Chambers d'après une œuvre originale de Sydney Parkinson réalisée en 1769 à la suite du premier voyage du capitaine James Cook en Nouvelle-Zélande.

Deux momies égyptiennes du British Museum datées de 3000 av. J.-C. ont des tatouages figurant notamment un mouflon à manchettes et un taureau sauvage.
Autour du golfe du Lion (Rouergue et Bas-Languedoc) et dans le sud de la péninsule Ibérique, entre 3000 et 2500 av. J.-C., les sociétés néolithiques pratiquaient vraisemblablement le tatouage facial,.
En Égypte, trois momies féminines tatouées sur les bras, les jambes et le torse, datant de l'an 2000 av. J.-C., ont été découvertes dans la vallée de Deir el-Bahari (près de Thèbes). Leur description évoque de nombreux tatouages représentant des lignes parallèles et des points alignés.
Dans la vallée de Deir el-Médineh, une momie de femme portant des tatouages figuratifs à portée symbolique (serpents, babouins, oudjat…) a également été retrouvée. Tout comme en Égypte, plusieurs momies tatouées ont été découvertes dans la région de l'ancienne Nubie.

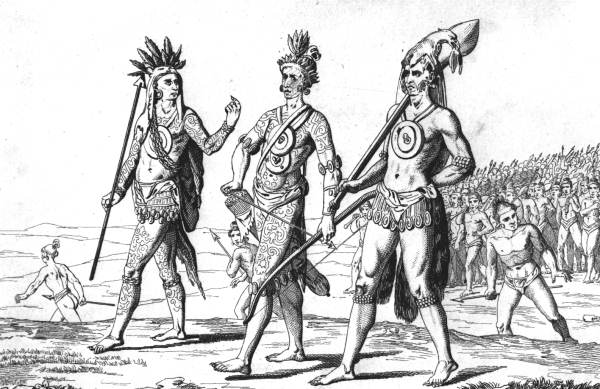
Guerriers timucuas (Amérindiens) portant tatouages et armes.

En 1910, une première momie, datant de l'an 1500 av. J.-C., est découverte par le Britannique Cecil M. Firth sur le site archéologique de Kubban (environ 100 km au sud d'Assouan). Elle présente des éléments de tatouage sur la région abdominale en forme de losanges pointillés entourés d'une double rangée de tirets,. Puis en 1961, de nombreuses momies tatouées sont découvertes par André Vila[Qui ?] sur le site de fouilles françaises au village d'Aksha dans le nord du Soudan. Toutes les momies dont le sexe a pu être identifié sont des femmes, à l'exception d'un homme tatoué sur le visage. Le style des tatouages est le même qu'en Égypte et sur le site de Kubban, et représente aussi des motifs géométriques, des points et des lignes. André Vila estime que ces momies datent du Ier siècle avant notre ère, voire du tout début de l'ère chrétienne.

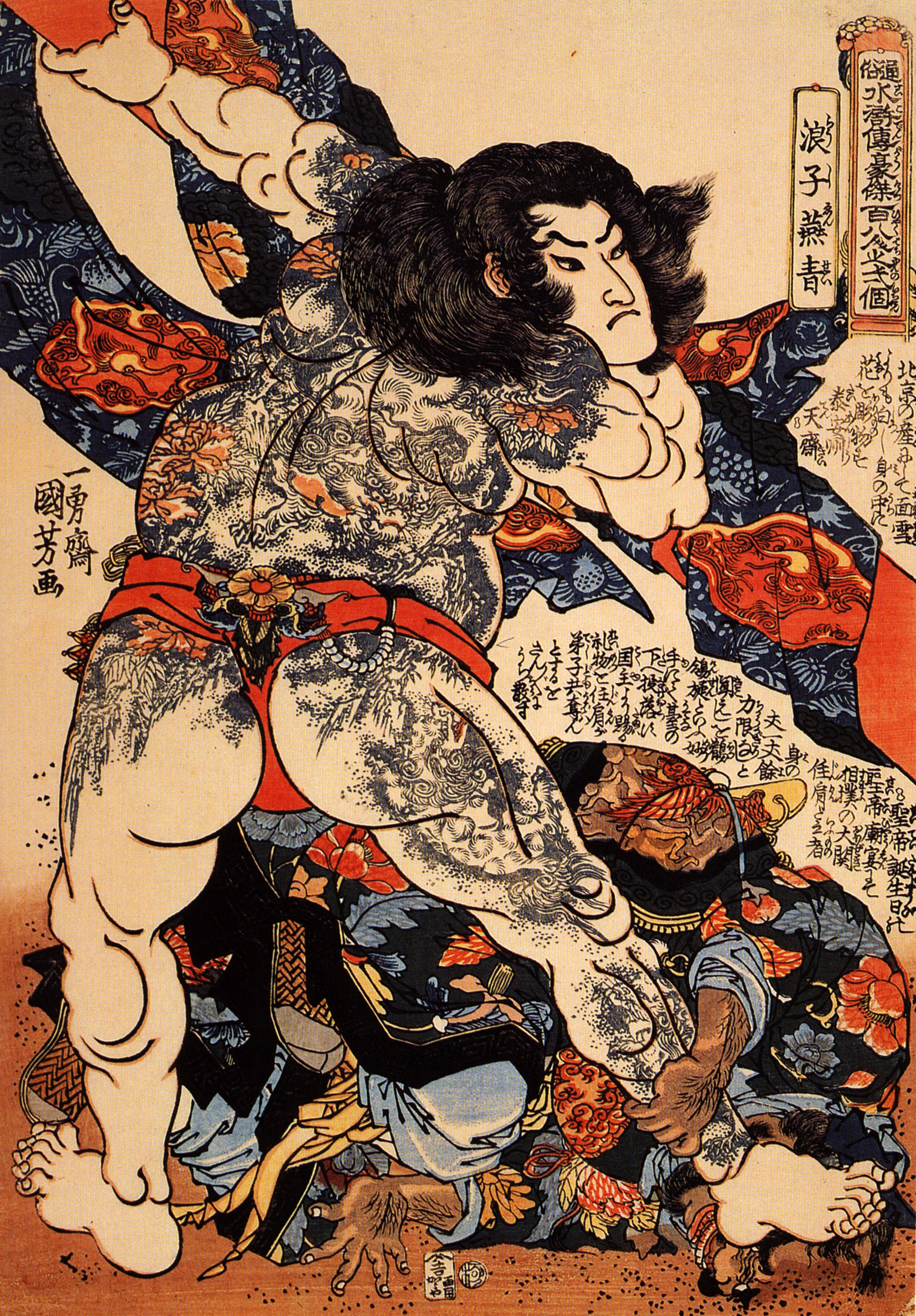
Illustration de lutteur tatoué (XIXe siècle).

Dans le bassin du Tarim (Xinjiang en Chine), de nombreuses momies de type européen sont découvertes par des archéologues chinois. Une partie d'entre elles sont tatouées sur les mains, les bras ou le dos. Encore mal connues (les seules publications accessibles en langue occidentale sont celles de Victor H. Mair et James P. Mallory,), certaines d'entre elles pourraient dater de la fin du IIe millénaire avant notre ère. En outre, trois momies tatouées ont été extraites du permafrost de l'Altaï dans la seconde moitié du XXe siècle (« L'Homme de Pazyryk » dans les années 1940 et « La Dame d'Ukok » et « L'Homme d'Ukok » dans les années 1990) ; elles arborent des motifs zoomorphes exécutés dans un style curviligne. « L'Homme de Pazyryk » est tatoué sur l'ensemble des bras, le dos et la poitrine. « La Dame d'Ukok » et « l'Homme d'Ukok » portent aussi des tatouages d'un style proche de la momie de Pazyryk et qui représentent des animaux, typiques de l'art animalier des peuples indo-européens Scythes qui peuplaient toute l'Asie centrale dans l'Antiquité. Selon les estimations scientifiques, la datation de ces momies se situe entre le Ve et le IIe siècle av. J.-C.
Dans la Grèce antique, la pratique du tatouage est attestée à partir du Ve siècle av. J.-C. au moins. Dans la Grèce antique et dans la Rome antique, le tatouage est utilisé pour punir les esclaves, les criminels et les prisonniers de guerre. Le tatouage à but décoratif y est connu, mais mal considéré. Des tatouages religieux sont pratiqués principalement en Égypte et en Syrie. En 316, l'empereur Constantin Ier interdit la pratique consistant à tatouer sur le front les esclaves ayant tenté de s'enfuir.
Au début de notre ère, les Bretons arboraient de nombreuses marques corporelles souvent décrites comme des tatouages dans les récits de conquêtes de Jules César. Hérodien, un historien romain du IIIe siècle, écrit à leur propos : « Les Bretons se tatouent le corps de peintures variées et de figures d'animaux de toutes sortes. Voilà pourquoi ils ne s'habillent pas, pour ne pas dissimuler leurs dessins corporels ». Servius, un grammairien du IVe siècle, est même convaincu que « les gens de Bretagne portent des tatouages » et que cette forme de marquage doit être clairement différenciée de la peinture corporelle.

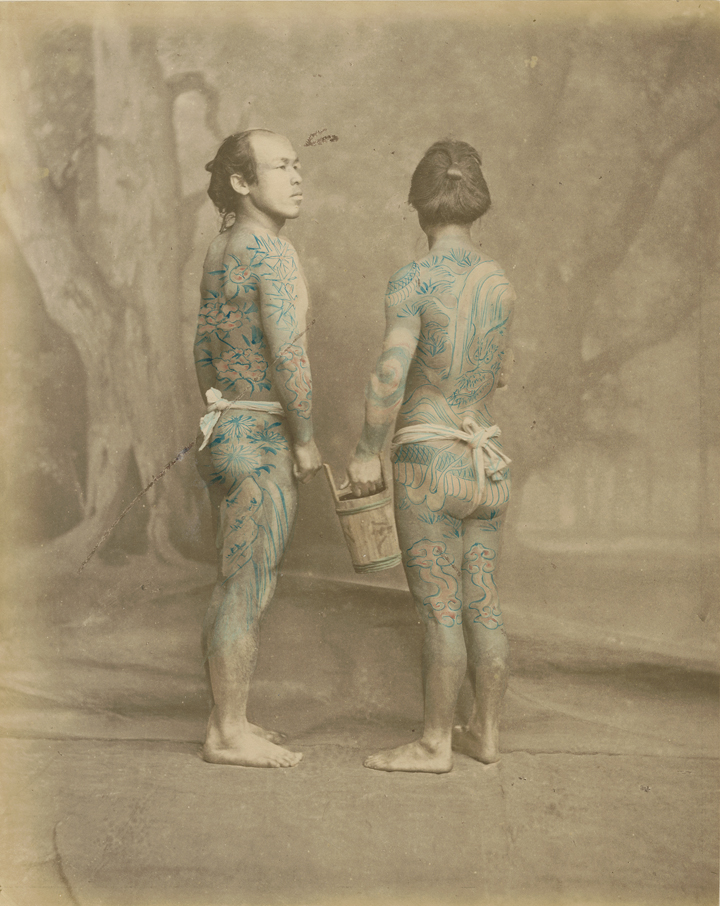
Tatouages japonais, 1870.

Au Japon, des figurines datant de l'ère Jōmon portent des symboles ressemblant à des tatouages, mais aucune étude scientifique n'a pu mettre au jour des preuves concrètes attestant de ces pratiques. Les premières traces connues sont issues d'écrits chinois datant du IIIe et VIe siècles. Ces textes parlent de pêcheurs dont le corps est entièrement recouvert de tatouages,. Dans le Kojiki, écrit en 712, il est décrit deux différents types de tatouages, un considéré comme « prestigieux » pour les personnes illustres, les héros et les nobles, et un plus « vulgaire » pour les criminels et les bandits. 
La Bible hébraïque (Ancien Testament) et le judaïsme interdisent formellement toute inscription entaillée et marquée à l’encre indélébile. La seule évocation directe du tatouage dans la Bible est dans le Lévitique, chap. 19 verset 28 : « Vous ne ferez point d'incisions dans votre chair pour un mort, et vous n'imprimerez point de figures sur vous. Je suis l'Éternel ».
Au VIIIe siècle, le pape Adrien bannit le tatouage, ainsi que toutes les marques corporelles d'inspiration païenne en ligne avec l'Ancien Testament. Le tatouage serait donc mal considéré dans la culture occidentale du fait de l’influence de la culture judéo-chrétienne. De plus, les Normands, qui ont envahi l'Europe du Nord au XIe siècle, méprisent le tatouage. L'ensemble de ces interdictions et considérations néfastes vis-à-vis du tatouage provoquent sa « disparition » durant de nombreux siècles en Occident du IXe au XVIIIe siècle ; à l’exception d’une mention par Marco Polo et des tatouages réservés à certains groupes (esclaves africains, galériens).

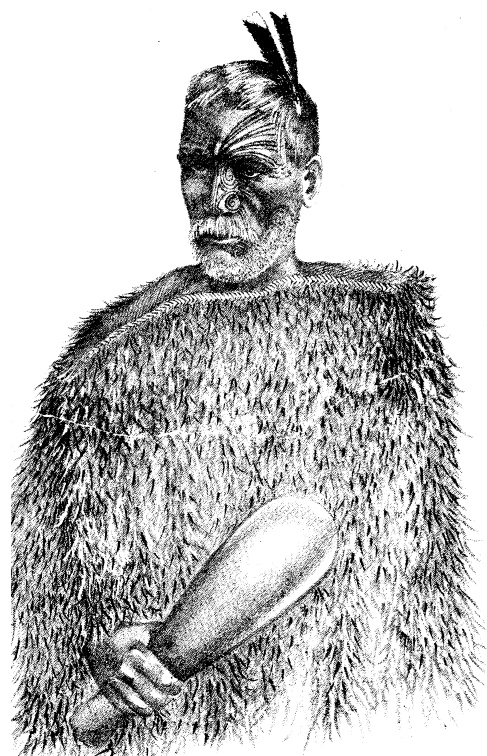
Illustration d'un chef maori (XIXe siècle).

Ce n'est qu'en 1770 que les Européens « redécouvrent » le tatouage, lors des explorations dans le Pacifique Sud avec le capitaine James Cook qui aborde la Polynésie. Dans la culture européenne, les marins en particulier étaient notamment identifiés avec ces marques jusqu'après la Seconde Guerre mondiale. Ces mêmes marins européens se tatouaient souvent un crucifix sur tout le dos afin de se prémunir contre la flagellation en cas de punition, car c'était un crime que de défigurer une image pieuse. Ce système d'identification est aussi, avant l'arrivée de la photographie d'identité, un moyen sûr et efficace pour le renseignement des fiches des forces de police sur la pègre. Les fiches de police, jusqu'au XIXe siècle, comportaient la signalisation et la description de chaque tatouage qui permettait ainsi d'identifier sans erreur un individu. Des personnalités politiques se font tatouer, à l'instar du tsar russe Nicolas II (une épée sur la poitrine à la suite d'un pèlerinage à Jérusalem), des rois britanniques Édouard VII et George V, du roi du Danemark Frédéric IX (un dragon chinois sur le torse), du dirigeant russe Staline (une tête de mort sur la poitrine), du Premier ministre britannique Winston Churchill (une ancre de la marine sur le bras gauche) ou encore du président américain Franklin Delano Roosevelt (un écusson familial).
À partir de la fin du XXe siècle, le tatouage commence à se populariser. De plus en plus de personnes se font tatouer, à l'image de stars du sport, de la musique et du cinéma, qui arborent publiquement leurs tatouages.

## Finalité
À l'origine, ces marques sur la peau étaient des signes d'appartenance à un groupe : tribal, religieux, de pirates, d'anciens prisonniers ou de légionnaires. Mais c'était aussi une manière de marquer de manière indélébile certaines catégories de gens comme les esclaves ou les prisonniers. Mais les raisons pour lesquelles les gens choisissent d'être tatoués sont diverses : identification à un groupe, cosmétique, rituel religieux, spiritualité, exemple de théorie du handicap, et utilisations magiques sont les plus fréquentes. Aussi, la sociologie du corps les tient pour un objet d'étude important.
Dans les années 1970, puis plus particulièrement dans les années 1990, un véritable engouement pour le tatouage est né. Le tatouage n'est plus alors une manière d'afficher son appartenance à un groupe, à une tribu ou à un quartier, c'est un moyen de revendiquer son originalité, de séduire, de s'embellir, de provoquer, de compenser. Certains adolescents le vivent comme un rite de passage et agissent parfois sur une impulsion qu'ils peuvent regretter plus tard. Un tatouage correspond souvent à un moment important de la vie, agréable ou douloureux : naissance, décès, réussite personnelle ou professionnelle sont des exemples récurrents de raisons qui amènent à se faire tatouer. De ce fait, le motif mais aussi le lieu de l'inscription (dos, torse, bras, jambes, parties intimes, etc.) ont également une importante signification.

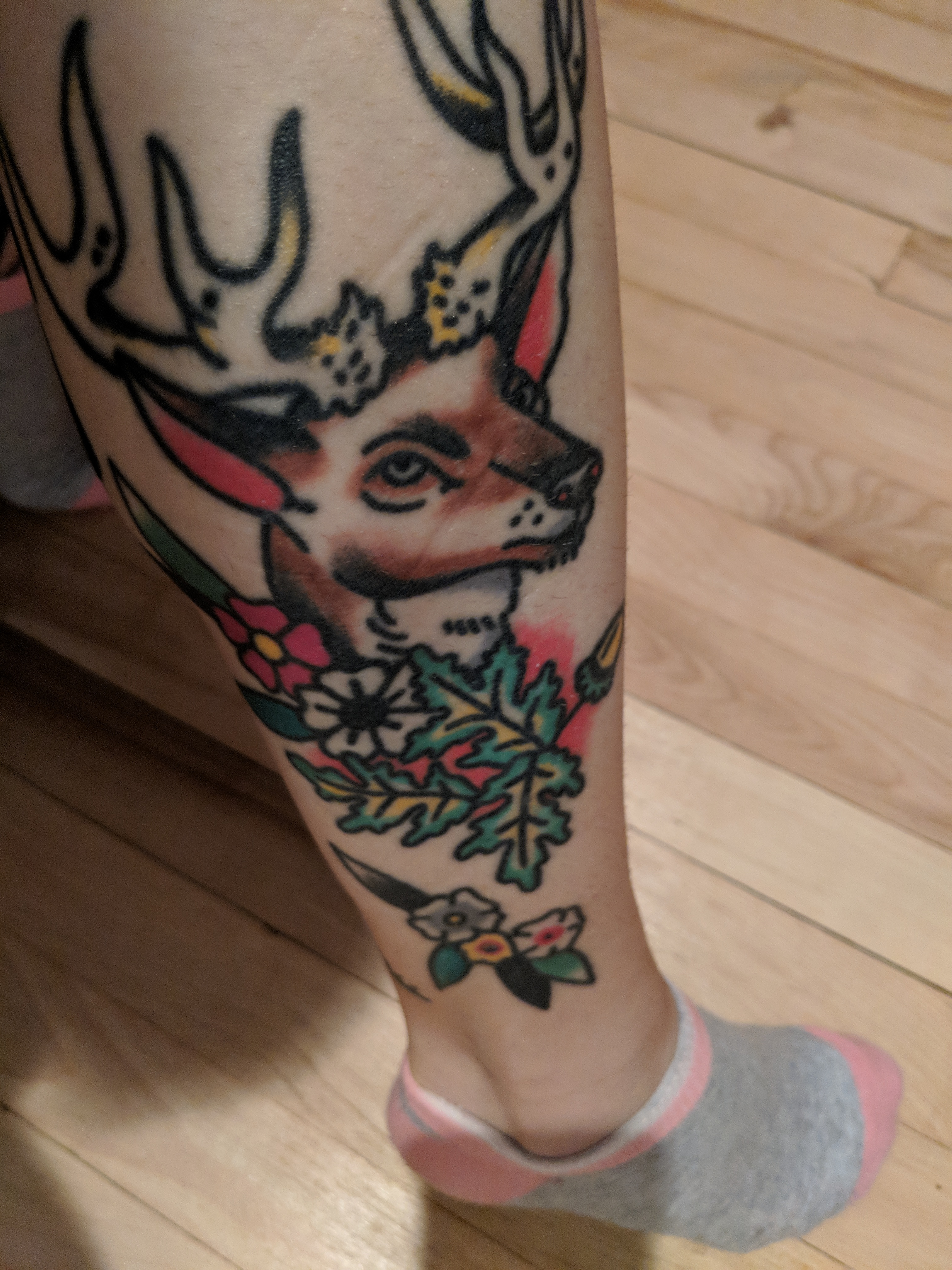
Un tatouage représentant un cerf réalisé sur une jeune femme dans la vingtaine. Il symbolise une partie de son identité, ici un épisode maladif vécu antérieurement. L'image du cerf est utilisé à titre de métaphore dans un contexte de maladie : la repousse cyclique des bois des cerfs devient symbole de renaissance, de résilience et de reconstruction du corps.

Le tatouage moderne possède également une dimension relative au discours identitaire. Puisque l’Identité doit forcément appartenir à une entité vivante incarnée, alors la conceptualisation de soi s’étend jusqu’au corps. Plusieurs sondages démontrent que tous ou presque tous les participants interrogés sur les motifs de leurs tatouages ont fait référence à leur identité, à un moment ou à un autre. Le tatouage pourrait agir à titre de documentaire autobiographique, d’extériorisation identitaire ou d’affichage de conflits intrapersonnels non résolus. Un point commun parfois dénoté entre tous les récits tatoués est leur rôle d’agence[Quoi ?]. Ces histoires maintiennent un dialogue constant, axé sur l’introspection, dont les échanges se font entre le corps, l’identité personnelle et la société. Si autrefois, le marquage corporel traditionnel était lié à l’imposition d’une identité, le tatouage contemporain fait davantage office de stratégie communicative identitaire d’individualisation, cette « revendication identitaire fait du corps une écriture à l'adresse des autres, […] » (Le Breton, 2002). Le tatouage devient une dynamique métamorphosant le corps en théâtre de l’identité : il se mue en un spectacle mettant en vedette l’identité de celui qui le porte.
Dans le même ordre d'idées, le tatouage chez les membres de clans carcéraux communique visuellement des éléments de nature identitaire, tels que les accomplissements passés, le statut actuel et les actions futures potentielles : le phénomène a d'ailleurs été étudié concrètement au sein du clan de la Nuestra Familia, une organisation criminelle mexico-américaine qui possède un gang en prison. La communication des informations relatives à l’identité est vitale au sein des prisons, sa négligence pouvant mener jusqu’à la mort, dans la portée la plus étendue des conséquences possibles.
Des « tatouages » sont appliqués pour faciliter la reproductibilité de certaines thérapies médicales. En radiothérapie externe, des tracés persistants sont appliqués sur la peau (notamment à l'aide de fuchsine) tandis que les tatouages permanents se réduisent à de simples points appliqués à l'aide d'une petite aiguille trempée dans l'encre de Chine. Le but de ces tatouages est de fixer les champs à la peau qui correspondent à la zone tumorale à irradier.
Enfin, des tatouages sont aussi placés sur des animaux et servent à leur identification. Le tatouage décoratif sur des animaux est le plus souvent interdit par les lois nationales sur la protection des animaux.
Quelles que soient les raisons qui amènent une personne à se faire tatouer, le tatouage est une modification permanente et indélébile. Ce caractère définitif du tatouage est souligné par Pascal Tourain dans son livre Mes tatouages : du définitif sur du provisoire.

### Tatouage et religion

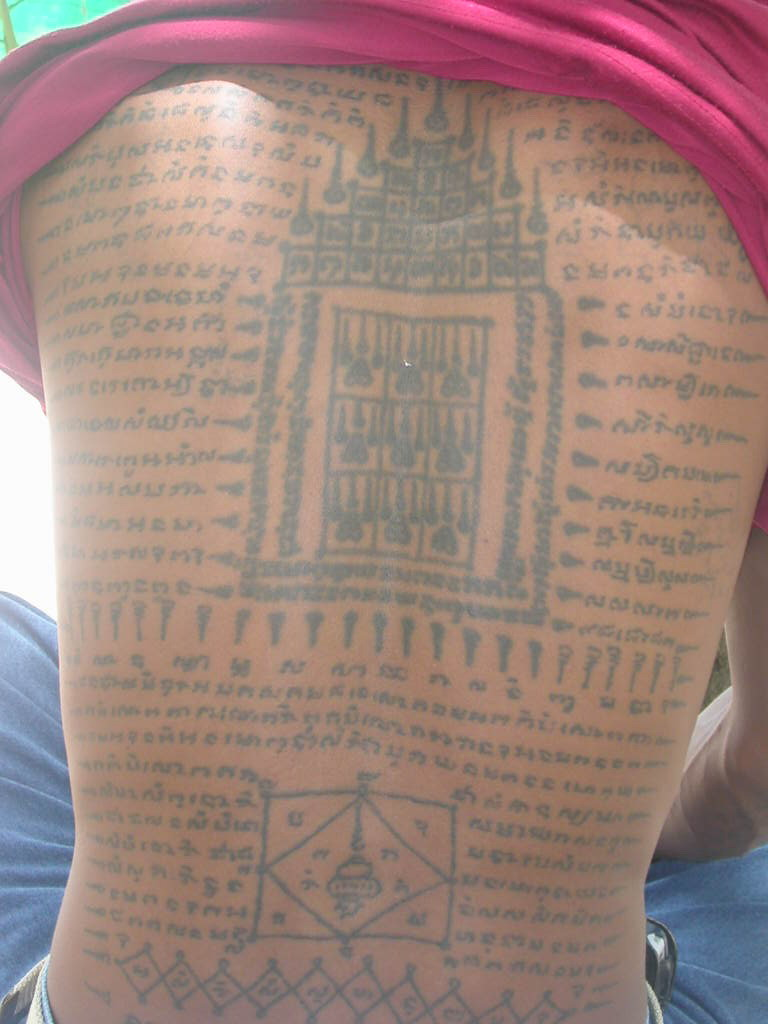
Sak yant, tatouage traditionnel d'Asie du Sud-Est.

#### Bouddhisme et hindouisme
En Asie du Sud-Est, le tatouage sacré connu en Thaïlande sous le nom de sak yant ou roi sak est pratiqué uniquement par des hommes : laïcs, moines bouddhistes et brahmanes. Sak est un nom thaï qui signifie taper ou tatouer, et yant, du mot sanskrit yantra, désigne un dessin sacré. Un sak yant est un tatouage qui incorpore a la fois des dessins, les yantras, et des formules sacrées, les mantras. Le port de ces tatouages est attaché a la tradition bouddhiste Theravāda originaire du Cambodge, du Laos, du Myanmar et de Thaïlande.
Alors qu'en Thaïlande on appelle le mantra ou incantation, katha, et le yantra, yan ou yant, au Cambodge on les nomme respectivement gatha et yon. Dans la tradition tantrique, le fait de porter, dessiner ou se concentrer sur un yant est censé apporter des bienfaits spirituels et magiques. Ces dessins matérialisent le syncrétisme religieux des pays de doctrine Theravāda, car ils intègrent non seulement les croyances hindouistes et bouddhistes, mais aussi les traditions magico-animistes de cette région. Dans ces pays, ces tatouages sont considérés comme ayant la capacité de déverrouiller certains pouvoirs invisibles. La croyance veut que l'on puisse bénéficier du pouvoir des lettres contenues dans les écritures en les plaçant dans des amulettes ou tatouages. En Inde, le tatouage est très pratiqué. Ainsi dans l’État du Chhattisgarh, les Ramnamis, éloignés des lieux de culte hindous par leur situation sociale défavorisés, inscrivent le nom de Rāma sur la totalité de leur corps en signe de dévotion. Cette pratique née à la fin du XIXe siècle tend cependant à disparaître.

#### Judaïsme
La Bible proscrit le tatouage, au chapitre 19 du livre du Lévitique. Dans le judaïsme, cette interdiction fait partie des 613 Commandements. Ainsi, toute atteinte au corps, modification corporelle, mutilation ou blessure volontaire (scarification) sont proscrites, considérées comme altération de l’œuvre de Dieu et comme idolâtrie. Le corps n’appartenant pas à l’individu, qui n’en est que dépositaire, toute altération en est interdite, autre que la circoncision[réf. nécessaire].
Toutefois, une personne tatouée qui s’en repent peut faire retirer son tatouage pour ne pas rappeler constamment sa faute, mais n’est pas obligée de le faire. Par conséquent, l’idolâtrie des tatouages, l'incitation au tatouage et la profession de tatoueur sont interdites, selon la règle « Devant un aveugle, tu ne mettras pas d'embûche », qui existe dans d'autres religions sous la forme « ne fais pas ce que tu ne souhaites pas qu'on te fasse »,.

#### Christianisme
Dans le christianisme, cet interdit biblique de l'Ancien Testament est considéré comme mineur — s'agissant d'un hapax — et son observation ne s'impose pas. Toutefois, en Occident, cette interdiction est renforcée par le capitulaire Admonitio generalis de Charlemagne, loi civile dont la mise en application est confiée au clergé.
Dans le christianisme oriental, et notamment chez les Coptes, le tatouage de symboles religieux est pratiqué depuis le VIIe ou VIIIe siècle. Il peut s’agir de la poursuite d’une tradition monacale, ou d’une pratique imposée par les Arabes musulmans à ceux qui refusaient de se convertir à l’islam. Pour les Coptes, ces tatouages religieux sont, depuis, devenus une façon d’affirmer sa foi, mais également une mesure de sécurité permettant de se reconnaître à l’entrée des églises.
Cette coutume du tatouage chrétien s’est diffusée jusqu’à Jérusalem, où les pèlerins chrétiens se font tatouer, le plus souvent, une croix à l’intérieur du bras droit. Cette tradition concerne également les Occidentaux, depuis les croisades ; après un déclin depuis les années 1850, elle se renforce au début du XXIe siècle.

### Tatouages contraints
Au regard de l'Histoire, on peut repérer de nombreuses et diverses raisons à l'acte de tatouer par la force un individu non consentant. Le plus souvent, il s'agit de punir, ou de s'assurer qu'un individu ne puisse, de son vivant, cacher certains faits à la société.

#### Antiquité
Hérodote raconte qu'Histiée, tyran de Milet prisonnier à la cour du roi des Perses, rasa la tête de son esclave puis tatoua un message à transmettre sur son crâne, puis attendit la repousse des cheveux avant d'envoyer l'esclave vers son destinataire. En réalité, dans l'Athènes antique, les esclaves sont systématiquement tatoués d'une chouette ou dans certains cas d'un vaisseau de guerre sur le front, afin qu'ils restent reconnaissables en tout lieu et de façon permanente.
Les Romains héritent à leur tour de la pratique du tatouage, toujours dans une utilisation punitive. Les esclaves sont marqués par un tatouage plus discret que chez les Grecs : au lieu d'un dessin de chouette, les Romains tatouent la première lettre (l'initiale) du nom de famille du maître entre les deux yeux des esclaves. Suétone rapporte un des bons mots de l’époque : « Il n’y a pas plus lettrés que les Nubiens » [réf. souhaitée] (la Nubie était une source majeure d’esclaves). Les généraux romains étendront la pratique aux mercenaires, dont ils se méfient, afin de s’assurer que les déserteurs soient identifiés.
C’est à Rome que le tatouage gagne son premier nom occidental : stigma (en français, stigmate), la marque d'infamie. C'est en remplacement de la brûlure au fer rouge que les autorités romaines vont utiliser le tatouage sur les condamnés, comme sanction définitive. Le sort des voleurs et parias de Rome ne s'améliorera qu'au IVe siècle, lorsque l'empereur Constantin Ier décrète que les condamnés pourront être tatoués sur les jambes ou les mains, mais en aucun cas sur le visage, qui, créé à l’image de Dieu, doit rester vierge.

#### Chine
Dans la Chine ancienne, le bannissement de criminels dans une province reculée s'accompagnait du tatouage de la condamnation sur le visage.

#### Empire ottoman et pays musulmans

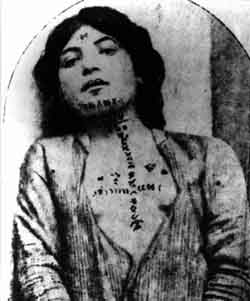
Arménienne chrétienne tatouée (parfois jusqu'à la défigurer), notamment d'une immense croix sur la poitrine, puis vendue aux enchères comme esclave dans l'Empire ottoman, NY Times (1915).

Pendant le génocide arménien, entre 1915 et 1923, « de nombreuses Arméniennes subissent des violences sexuelles et sont vendues en esclavage. Les Turcs, les Kurdes et les Arabes enlèvent souvent les belles femmes et les jeunes filles sur la route de déportation... et donnent de nouveaux prénoms aux femmes converties forcément à l’islam. Parfois,... on faisait des tatous sur les visages et les corps de ces femmes »,. Généralement, il s'agit de signes au milieu du front, sur les lèvres et le menton, sur la poitrine et sur la main qui sont vus comme autant de stigmates d'infamie de l'esclavage ou de la prostitution.
Au Proche-Orient et dans les pays musulmans, les tatouages sont utilisés comme talisman, souvent cruciformes ou en forme de points qui montrent l’appartenance nationale-religieuse ou tribale des femmes et marquent un changement social dans leur vie.

#### Seconde Guerre mondiale

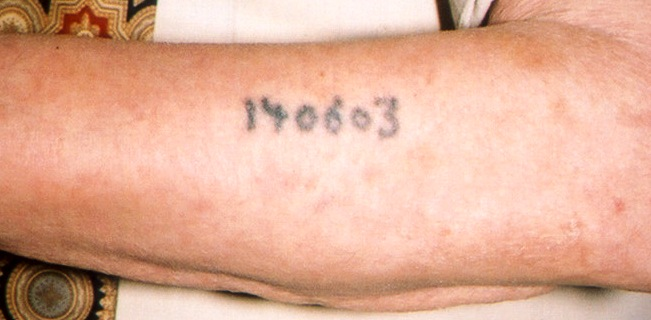
Tatouage d'Auschwitz.

L'identification mise en place par les Nazis à Auschwitz pendant la Seconde Guerre mondiale consista à tatouer, sur leur avant-bras gauche, le numéro « matricule » des déportés, par lequel ils sont désormais désignés, à partir de 1941,. Il est à apprendre par cœur en allemand, à la place du véritable nom des prisonniers.
Seules les personnes sélectionnées pour travailler sont tatouées, alors que les autres allant directement dans les chambres à gaz ne le sont pas. Les Tsiganes, dans ces mêmes camps de concentration, étaient tatoués d'un Z, comme Zigeuner, « tsigane » en allemand.
Le tatouage s'effectuait souvent à l'aide de « tampons similaires à ceux que l'on utilise pour marquer le bétail », dotés de piques en acier dessinant un chiffre, puis trempé « dans de l'encre indélébile avant de les enfoncer dans la chair ».
Dans ce cadre, le tatouage contraint participait à une entreprise de déshumanisation. Après la guerre, les survivants des camps eurent des réactions différentes : si la majorité d'entre eux les conservèrent, certains se les firent effacer.
Par ailleurs, les soldats de la Waffen-SS étaient aussi tatoués ; ils faisaient écrire leur groupe sanguin (Blutgruppentätowierung) sur la face intérieure du biceps du bras gauche,. Ce tatouage était appelé Kainsmal (« la Marque de Caïn ») et ne comportait qu'une seule lettre. Aucune autre inscription, matricule ou unité militaire n'étaient tatoués. Après la guerre, ces marques facilitèrent l'identification de certains ex-SS.

#### Époque contemporaine
Différents groupes du crime organisé usent du tatouage de façon symbolique. C'est le cas, par exemple, des yakuzas au Japon, des voleurs dans la loi de la mafia russe ou encore des membres des Maras au Salvador. Ces trois organisations ont recours au tatouage forcé sur certains de leurs membres, dans certains cas pour des raisons punitives. Au Japon, un yakuza qui a manqué à son devoir ou commis une lâcheté peut s'automutiler ou subir un tatouage déshonorant. En Russie, le tatouage par la force peut se dérouler entre prisonniers d'un même milieu carcéral, ou au sein d'une « famille ». Lorsqu'il s'agit d'une punition, l'image tatouée est souvent obscène voire pornographique, contraignant l'individu sanctionné à la honte. Mais il se peut également qu'une lâcheté ou une trahison soit inscrite de façon symbolique. C'est notamment le cas pour les membres des Maras accusés de trahison, où le nombre 187 (numéro de l'article du code pénal de Californie qui définit les meurtres) est inscrit sur la future victime. L'usage du code symbolique des tatouages par les criminels en Russie veut qu'un prisonnier soit tatoué par ses pairs selon ses antécédents et peut constituer en lui-même une contrainte, car le sujet tatoué n'a alors aucune possibilité de refuser. Il en est de même des criminels novices qui se voient attribuer des tatouages par leur hiérarchie indépendamment de leur volonté.
En France, les prisons étaient le lieu d'un tatouage carcéral spécifique. Ainsi, quatre points en losange autour d'un point central tatoués sur un doigt ou le poignet signifiaient que le détenu avait été placé à l'isolement.

Tatouage dont la signification est « Je tue en silence ».
Tatouage dont la signification est « Seul dans son groupe d'ami ».
Tatouage dont la signification est « pas de père ».

#### Élevage des animaux

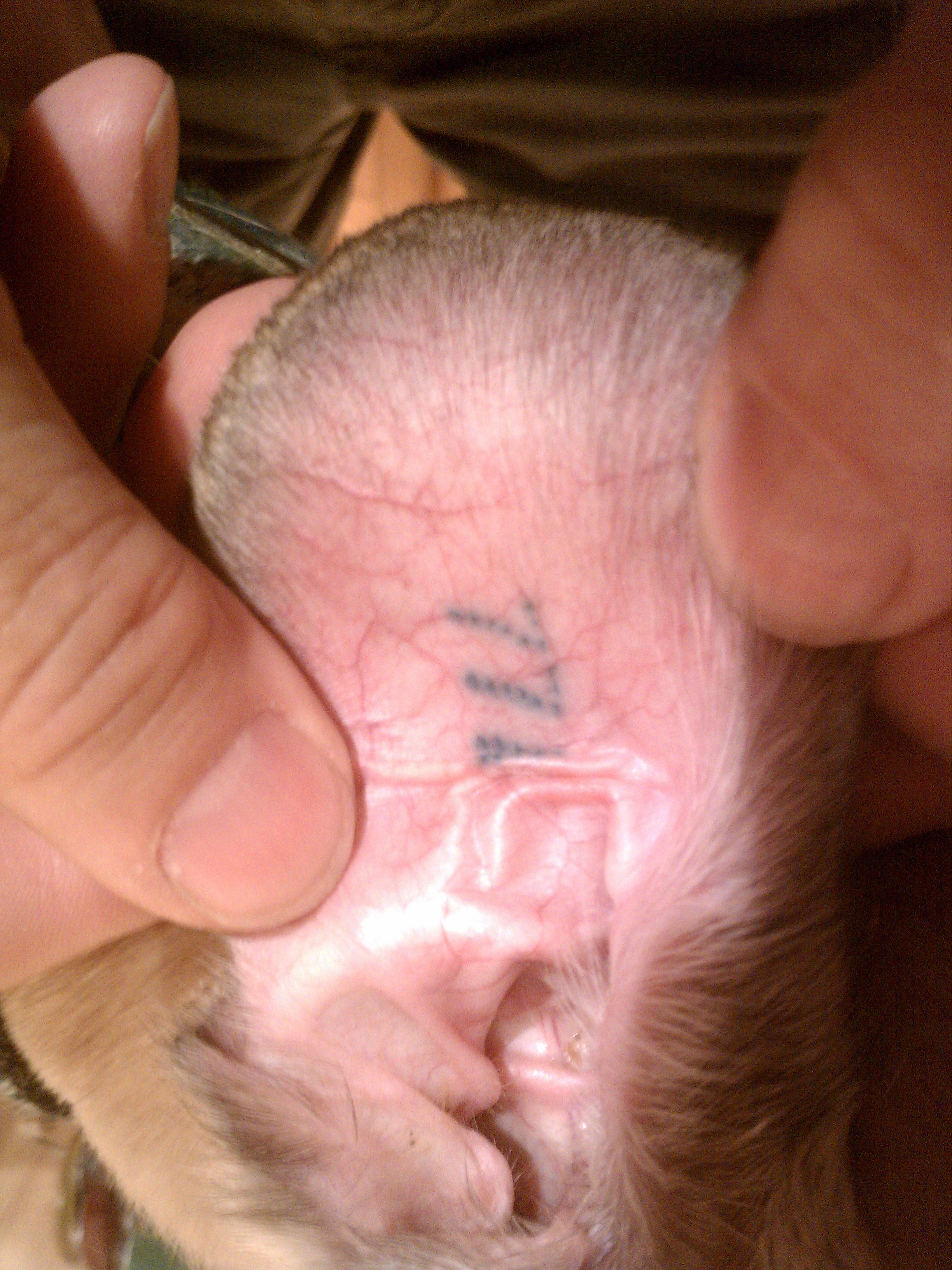
Oreille de chien tatoué.

Le tatouage est l'une des méthodes utilisée pour permettre l'identification des animaux d'élevage :
- En Europe, pour les carnivores domestiques ce type d'identification, autrefois effectué à la pince ou au dermographe, à la face interne de l'oreille ou de la cuisse, est remplacé par une puce électronique depuis le 4 juillet 2011[67].

- En Europe, les lapins de races sont tatoués sur les deux oreilles pour pouvoir concourir en exposition cunicole « Entente européenne d'aviculture et de cuniculture », sur l'oreille gauche figure le trimestre de naissance (un chiffre), le code association (deux lettres) et l'année de naissance (un chiffre ; ex. : 2016=6), sur l'oreille droite figurent les chiffres et lettres issus de la « carte d'origine », cinq ou quatre pour les races naines. En France, c'est la fédération française de cuniculture qui distribue les cartes d'origine ou sont consignés : la race, la variété, le sexe, la date de naissance, l'identification des parents et le nom et l'adresse de l'éleveur/naisseur.

## Technique

### Procédure
Plusieurs techniques d'encrage peuvent être utilisées et cela à l'aide d'outils différents. Il existe des procédures dites traditionnelles. Tel que la suture utilisée par les Inuits en Arctique. Cette technique utilise comme outil un fil de tendon de caribou imbibé de suie, que l'on va ensuite passer dans une aiguille. Le fil sera alors passé à travers la peau à de multiples reprises par points. Il existe également le tatouage par piqûre. Par exemple selon la tradition, les cultures tribales créent leurs tatouages à l'aide d'outils aiguisés. Le plus souvent fabriqués avec des os, ces outils sont affûtés en forme de peigne ou de poinçon. Les pointes du peigne sont ensuite trempées dans l'encre, puis le tatoueur vient le frapper avec un petit bâton afin de faire pénétrer les pointes dans la peau et d'y insérer l'encre. S'ajoute à ces méthodes, le tatouage par incision (aussi appelée la coupure). Cela consiste à inciser la peau puis à frotter la coupure avec de l'encre, des cendres, ou d'autres pigments. C'est une méthode pratiquée notamment par les Aïnous d'Hokkaido. Les Aïnous incisaient à l'aide d'un couteau en obsidienne (nommé makiri), ils frottaient ensuite la plaie avec de la suie ou de la cendre d’écorce de bouleau. Les tatoueurs peuvent avoir recours à des instruments manuels simples qu'ils ont créés. Au Japon, le tatouage traditionnel, aussi appelé wabori se réalise à l'aide d'aiguilles fixées au bout d'un manche de bambou, à la manière d'un pinceau. Une fois les aiguilles imprégnées d'encre, le tatoueur les fait pénétrer dans la peau par un mouvement de va-et-vient. Pour avoir de fines lignes on utilisera de une à trois aiguilles. Pour un rendu épais on peut aller jusqu’à une trentaine d’aiguilles. De manière générale, ces techniques de tatouage sont très douloureuses car les outils utilisés sont assez grossiers.
De nos jours, la méthode la plus répandue est d'introduire l'encre dans la peau avec un dermographe. C'est un appareil composé de fines aiguilles attachées à une barre au travers d'un canon électrique. Lorsqu'il est enclenché, les pointes se déplacent rapidement de haut en bas et permettent l'insertion de l'encre entre le derme et l'épiderme. Il existe plusieurs formes d'aiguilles : on trouve notamment les aiguilles liners, qui sont utilisées pour tracer les lignes et contours d'un tatouage, et les aiguilles magnums, utilisées pour faire le remplissage. Mais il existe aussi d'autres variantes en fonction des besoins ou du résultat recherché par l'artiste et/ou le client. Toutes ces aiguilles existent dans différentes tailles et comprennent donc un nombre variable de pointes.
Selon le type de tatouage (noir ou couleur), la quantité et la concentration d'encre utilisée est modifiée. Une encre noire diluée permet, par exemple, d'obtenir des nuances de gris afin de réaliser des dégradés. Les encres de couleurs sont, quant à elles, plus généralement mélangées pour créer d'autres nuances.
Quelle que soit la méthode employée, la pratique du tatouage reste quelque chose qui peut être difficile à supporter. Lors de la séance, le tatoué ressent généralement des sensations allant d'une simple gêne à une douleur aiguë selon sa sensibilité et selon l'endroit tatoué. De plus, ces sensations augmentent durant la séance, ce qui rend les tatouages de grande taille souvent pénibles à réaliser en une fois,. Les tatoueurs ne dépassent que rarement des séances de 8 heures, car l'endorphine diffusée par le corps afin de calmer la douleur n'agit pas plus longtemps. Les tatoueurs se consacrent en général à un client à la journée pour réaliser la pièce complète. Pour les grosses pièces les séances journalières peuvent aller jusqu'à 10 heures de tatouage, en fonction de la capacité de résistance du tatoué.

### Pigments et solvants

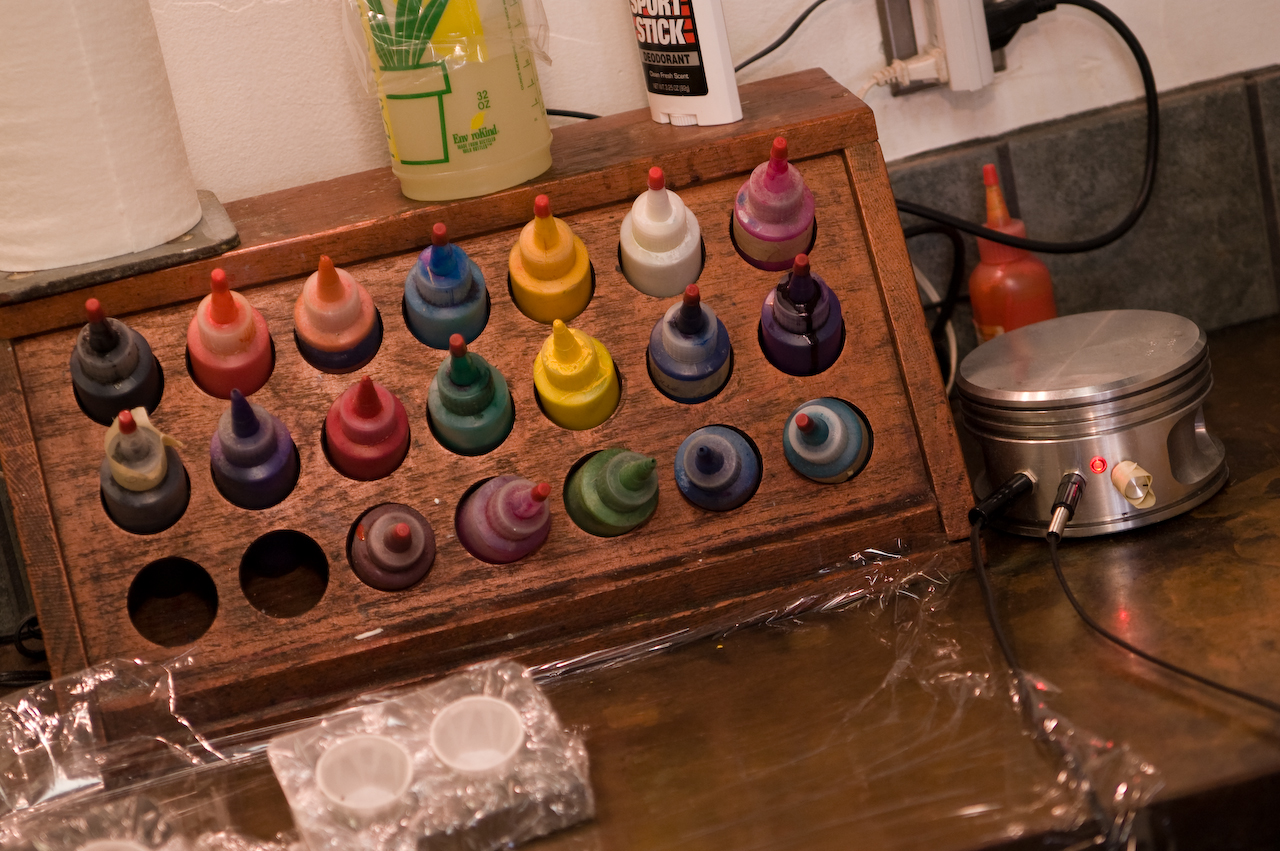
Jeux d’encres de tatouage (2007).

Le noir est produit avec des cristaux de magnétite ou de wustite, ou avec du carbone issu de la combustion de matières organiques (noir d'os (qui peut contenir du plomb qui s'accumule le plus dans l'os), carbone amorphe de combustion (suie pouvant contenir des traces de métaux indésirables et d’HAP dangereux (benzopyrène, benzo-anthracène, d'organochlorés, etc.) et autrefois traditionnellement à partir d'encre de Chine.
Les couleurs sont produites avec des métaux (sels purs d’aluminium, antimoine, baryum, cadmium, cobalt, chrome, cuivre, fer, mercure, manganèse, nickel, plomb, strontium, titane vanadium) issus de l'industrie chimique, ou à partir d'une association polymétallique (avec par exemple le séléno-sulfure de cadmium ou le chromate de plomb, etc.), tous ces pigments pouvant ensuite être mélangés entre eux pour donner des nuances particulières, former des dégradés. Autrefois on utilisait divers pigments d'origine végétale. Le « jaune curcuma » l'est encore. Certains de ces pigments sont très toxiques (plomb, cadmium, mercure, chrome...). Les producteurs d'encres pour tatoueurs utilisent aussi la malachite et des ferrocyanures ou des ferricyanures ou la Cu/Al phthalocyanine, plus ou moins toxiques. 
Des produits naturels réputés non toxiques peuvent être utilisés pour l’ocre (mélange d’argile et d’oxydes de fer). 
Des « rouges de naphtol » sont synthétisés à partir de naphte, moins allergènes et moins toxiques que les autres rouges, mais pouvant néanmoins susciter des allergies.
Les sels de métaux ou d'autres pigments sont des poudres. Ils doivent être mis en solution dans un solvant (en général, il s'agit d'eau déminéralisée avec des additifs tels que la glycérine ou de la listérine et de l’alcool pour la désinfection et la consistance).

### Entraînement et formation
Les tatoueurs ont plusieurs possibilités pour s'entraîner aux tatouages sans pour autant prendre le risque de rater une pièce sur un de leurs clients. Il existe des kits de peau synthétique qui se rapprochent beaucoup de la texture de la peau humaine et permettent un entraînement en toute sécurité avant de réaliser de vrais tatouages, il est aussi possible de se former sur des oreilles de porcs car ceux-ci ont la peau qui se rapproche de celle de l'homme. Cependant, la véritable formation se fait avec l'expérience car le tatoueur doit s'habituer à la texture et aux réactions de la peau humaine.

### Tatouages temporaires et semi-permanents
Les tatouages temporaires et semi-permanents sont réalisés de diverses manières. Ils sont dessinés, collés ou peints sur la surface de la peau dans la majorité des cas, hormis pour le tatouage semi-permanent qui est réalisé de manière similaire au tatouage permanent. Cette pratique n'est pas toujours bien acceptée par la communauté du tatouage, à cause de la contradiction entre le caractère permanent du « vrai » tatouage et celui plus éphémère du tatouage temporaire.

#### Tatouages au henné
Les tatouages au henné sont faits avec du henné traditionnel ou du henné naturel, et non pas avec le henné noir qui est très dangereux pour la peau. L'utilisation traditionnelle pratiquée dans les pays du Maghreb est nommé henné ; en Inde et au Pakistan, elle est désignée sous le nom de mehndī. Seules les feuilles du henné sont utilisées pour toutes formes de tatouages : Les feuilles sont d’abord rassemblées comme des feuilles de thé puis moulus pour former une poudre reconnaissable entre toutes avec sa couleur verte brunâtre penchant très légèrement vers le gris.

#### Tatouages autocollants

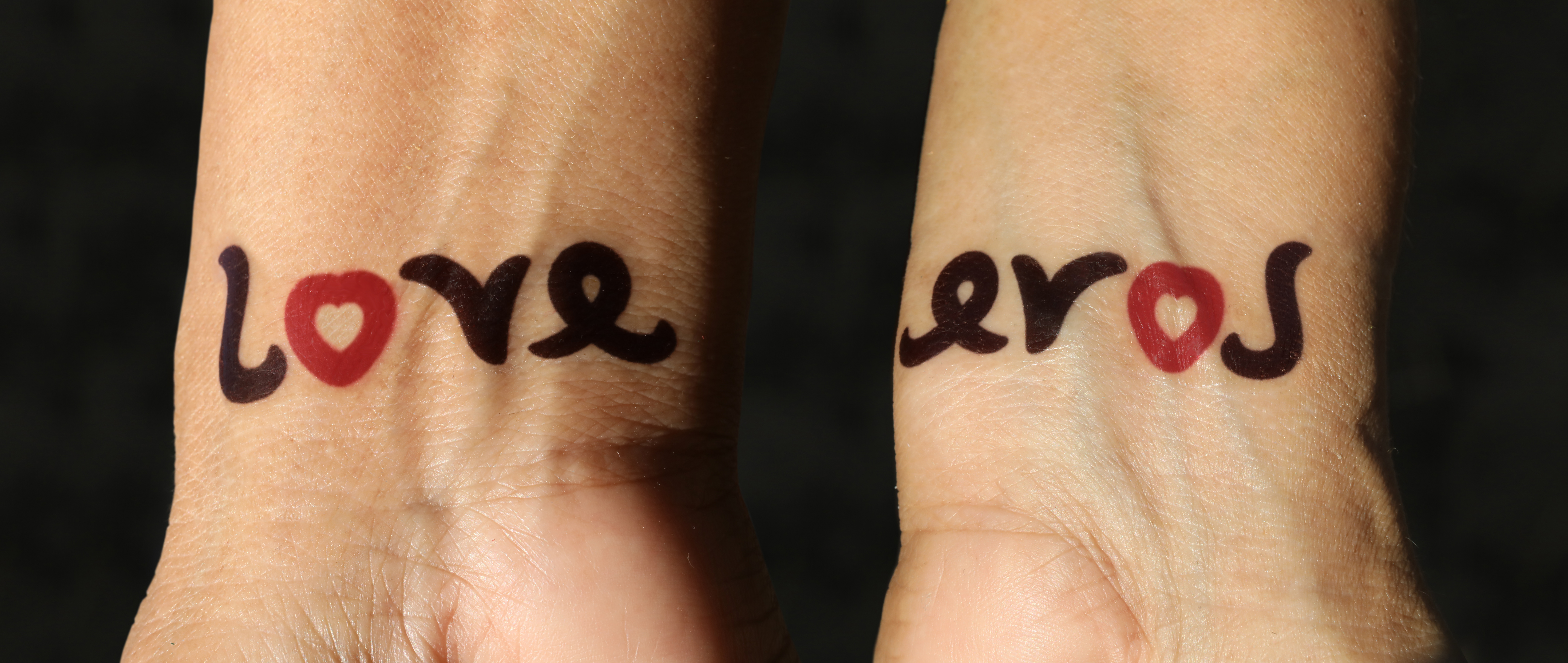
Tatouage autocollant ambigramme Love / éros apposé sur deux poignets.

À l'origine, les tatouages autocollants ou décalcomanie sont des motifs publicitaires offerts dans des paquets de chewing-gum ou de friandises. Ils peuvent être facilement enlevés à l'eau ou en les frottant et sont rarement de bonne qualité. La qualité de ces tatouages s'est améliorée avec les années, permettant des motifs de plus en plus fins et détaillés. Actuellement[Quand ?], ils sont distribués dans de nombreux magasins et salons de cosmétiques et servent d'accessoires un peu à la manière d'un bijou. Depuis 2010, Chanel propose même à la vente un kit de tatouage temporaire, appelé « Les Trompe-l'Œil de Chanel », dessiné pour leur défilé de mode printemps-été 2010 à Paris. De plus, la chanteuse Beyoncé a posé pour sa ligne de prêt-à-porter en automne 2010 avec de nombreux tatouages éphémères créés par la société Temptu.
En 2011, un nouveau type de tatouage temporaire fait son apparition, le tatouage dentaire. Cette nouvelle mode issue du Japon consiste à fixer sur la dent, à l'aide d'une colle séchée avec une lampe à DEL, une petite décoration qui peut être enlevée après quelques jours.

#### Maquillage permanent

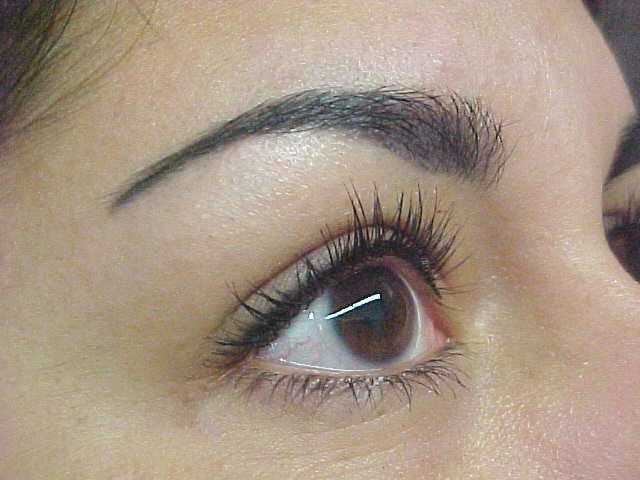
Maquillage permanent sur le sourcil.

Le maquillage permanent est un tatouage esthétique dit « indélébile ». Les pigments s'altèrent, en réalité, après quelques mois ou années. Le procédé est le même que pour le tatouage classique, c'est-à-dire une injection de pigments sous l'épiderme. Il est généralement effectué pour marquer le tour des yeux ou des lèvres afin de faciliter le maquillage, ou encore pour redessiner les sourcils.
Il est déconseillé d'utiliser les pigments permanents car avec la vieillesse, les sourcils, les yeux, la bouche se déforment et glissent vers le bas. À ce stade, le maquillage devrait en général s'effectuer autrement pour masquer le glissement. Avec le maquillage permanent, ces techniques sont limitées. Par ailleurs, lors des liftings du visage ou des réfections des paupières, ces traits de maquillage seraient très souvent déformés et deviendraient inesthétiques.
De plus, lors d'un détatouage, le laser ne peut accéder efficacement au contour de l'eye-liner qui est situé trop près de l'œil. Le tatouage des lèvres s'efface également très difficilement.

#### Tatouages semi-permanents
Le tatouage semi-permanent est effectué comme les tatouages traditionnels mais l'encre est insérée seulement dans l'épiderme et s’élimine naturellement avec le renouvellement de la peau. De plus, des encres dites « biodégradables » peuvent être utilisées afin de faciliter l'élimination des pigments. Ce type de tatouage s'estompe au bout de trois à cinq ans minimum. Dans certains cas, il peut prendre beaucoup plus de temps à disparaître, ou même rester partiellement indélébile. Peu d'études scientifiques ont été faites à ce sujet mais il apparaît sur de nombreux sites et forums que ce genre de tatouages peut laisser des marques et des cicatrices permanentes. Il est donc conseillé de bien se renseigner auprès d'un dermatologue avant de faire un tel choix.

### Tatouage biosensibles
Cette section ne s'appuie pas, ou pas assez, sur des sources secondaires ou tertiaires indépendantes du sujet. Le texte peut contenir des analyses inexactes ou inédites de sources primaires.
Pour l'améliorer, ajoutez-en, ou placez des modèles {{Source secondaire souhaitée}} ou {{Source secondaire nécessaire}} sur les passages mal sourcés. (mars 2025)
Les tatouages biosensibles représentent une innovation récente utilisant des encres réagissant aux changements physiologiques du corps humain. Par exemple, des chercheurs du MIT et de la Harvard Medical School ont développé des encres de tatouage capables de changer de couleur en fonction du taux de glucose, du pH ou du sodium dans le liquide interstitiel, offrant ainsi des applications potentielles pour le suivi de la glycémie chez les personnes diabétiques ou de l'hydratation.
Ces encres expérimentales, intégrées dans le projet DermalAbyss, réagissent à divers biomarqueurs : une encre passe du vert au brun avec l'augmentation du glucose, tandis qu'une autre devient plus fluorescente sous lumière bleue en présence de concentrations élevées de sodium, indiquant une déshydratation. 
Bien que ces tatouages soient encore en phase de recherche et ne soient pas disponibles pour un usage clinique, ils pourraient à terme constituer des outils de suivi médical non invasifs.

### Méthodes d'effacement
Il existe deux moyens assez efficaces de faire disparaître un tatouage : soit le faire recouvrir par un nouveau tatouage, soit le faire retirer au laser chez un dermatologue disposant de l'équipement adéquat. Dans les deux cas, les conséquences ou séquelles peuvent être importantes et le prix de l'intervention est souvent bien supérieur à celui du tatouage d'origine.
Le recouvrement implique nécessairement l'élargissement de la zone tatouée et les pigments renouvelés seront plus visibles qu'un tatouage ancien, qui a pu, avec le temps, s'estomper sous l'action d'une exposition régulière au soleil ou d'abrasions de l'épiderme. Cependant le recouvrement n'est pas toujours possible, notamment dans le cas de tatouages de style tribal. Les lignes noires de ce type de tatouage sont très difficiles, voire impossible, à recouvrir et la seule solution consiste à utiliser les traits existants pour créer un nouveau motif.
Le détatouage laser consiste à enlever le tatouage à l'aide d'un laser qui projette une lumière puissante durant un temps très court provoquant l'effet thermomécanique qui fait exploser les grains de couleur. Ce type de traitement demande des formations adéquates, faute de quoi il est possible d'endommager la peau de façon irréversible en créant des cicatrices. Le détatouage laser est la seule méthode qui permet de réellement effacer un tatouage, mais c'est une technique longue, douloureuse et coûteuse. Le résultat est parfois incomplet. En France, la législation réserve l'usage des lasers médicaux aux médecins formés aux lasers, les médecins morphologues et anti-âge, les dermatologues et autres ayant une formation complémentaires aux lasers médicaux. Autrement, il est considéré comme un exercice illégal de la médecine.

### Santé et hygiène

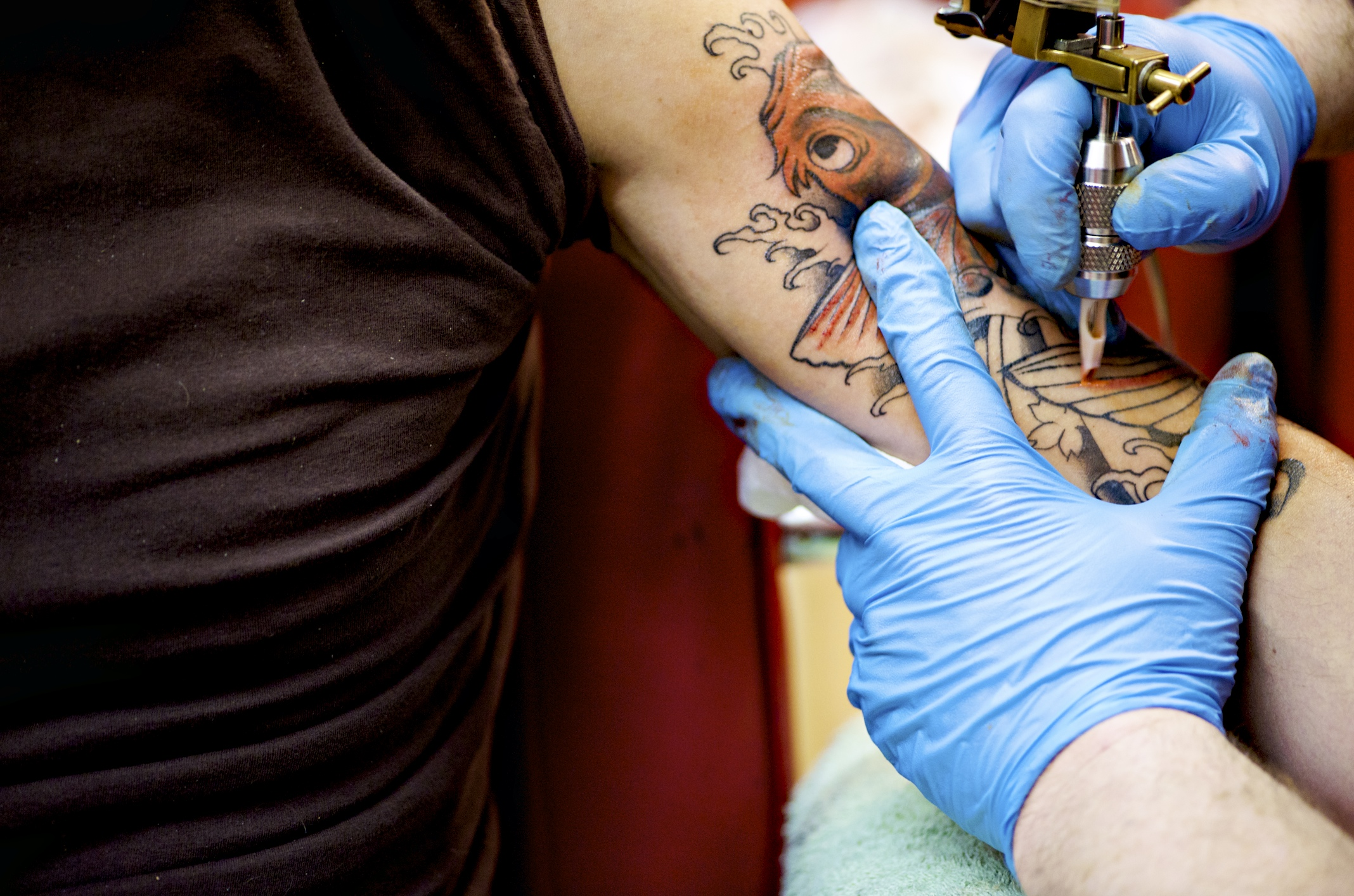
Séance de tatouage.

Le tatouage présente trois grands types de risques : 
1. Risque infectieux. Chaque petite perforation faite dans la peau pour introduire des pigments dans le derme est une micro-plaie susceptible de s’infecter et de transmettre une maladie via des bactéries ou des virus[89].
2. Risques d'allergie aiguë et d'hypersensibilité retardée. Ils sont induits par les ingrédients des encres et le traumatisme du tatouage. C'est la 1ère source de complications du tatouage et du maquillage permanent. Les encres rouges ou noires sont les plus fréquemment en cause. Ces allergies sont non spécifiques, imprévisibles et souvent exacerbées par le soleil, apparaissant parfois jusqu'à des décennies après le tatouage, avec des séquelles chroniques en lien avec des pathologies auto-immunes sous-jacentes[90],[91].
3. Cancer. De nombreux pigments et/ou additifs sont toxiques (voire très toxiques s'ils étaient inhalés ou ingérés). Comme pour les encres d'imprimerie, les émaux et pigments de verrerie alimentaire, les peintures murales ou scolaires et les jouets pour enfants et plus encore pour les colorants alimentaires, la législation tend à interdire les pigments métalliques ou organométalliques les plus toxiques, ce qui suscite des protestations de la part de certains tatoueurs car les rouges, jaunes et orange les plus vifs et stables sont tous produits à partir de pigments toxiques, et pour certains cancérigènes. Des incertitudes toxicologiques existent pour certains pigments : par exemple le dioxyde de titane était considéré comme très stable et neutre, et autorisé dans de nombreuses crèmes cosmétiques, mais il est aussi utilisé industriellement comme catalyseur, notamment quand il est exposé à la lumière[74]. 
Une étude (2017), menée à l'European Synchrotron Radiation Facility et publiée dans la revue Scientific Reports a montré qu'une part des pigments de tatouages (et d'autres molécules toxiques) tendent à se concentrer dans les ganglions lymphatiques, provoquant une inflammation et d'autres effets négatifs après le tatouage[92],[93]. Puis, une autre étude (2024) a conclu à un risque de lymphome malin (cancer rare, affectant les globules blancs) accru de 21% chez les tatoués (risque non lié à la taille du tatouage, mais à son ancienneté : risque qui semble accru dans les 2 ans suivant le tatouage, puis après 10 ans).

Pour toutes ces raisons, le respect des règles essentielles d’hygiène est nécessaire avant, pendant et après tout tatouage, de la part du tatoueur, et du tatoué.

#### Précautions préalables
Il est conseillé de ne pas consommer d'aspirine ou d'alcool durant les 24 heures précédant le tatouage. Ces produits fluidifient le sang et risquent d'augmenter les saignements lors du tatouage, ce qui peut gêner le tatoueur et favoriser des infections. De plus, certains groupes à risque doivent éviter de se tatouer. Notamment les allergiques, les personnes sous traitements médicaux, alcooliques, toxicomanes, femmes enceintes, personnes atteintes d’hémophilie, du sida, d’hépatite B et C, de maladies cardiovasculaires, les personnes avec un stimulateur cardiaque (car il y a un risque d’interférence avec les ondes magnétiques du dermographe) ou touchées par des maladies de peau. Les zones touchées par des verrues, des grains de beauté ou riches en taches de rousseur doivent être évitées.

#### Précautions d'hygiène
Outre les indispensables lavages, désinfection des mains et le port de gants, le tatoueur possède des aiguilles stériles qu'il jette après chaque utilisation en plus de nettoyer consciencieusement son matériel à chaque utilisation, désinfecter les outils non stérilisables et le plan de travail.Il est conseillé d'utiliser au maximum du matériel à usage unique (aiguilles, manchon, buses) et de protéger la machine et les câbles dans des protections plastiques jetables. Il doit également analyser la texture de l'épiderme du futur tatoué et le désinfecter minutieusement avant son acte. Le rasage de la zone est nécessaire pour éviter l'introduction de fragments de poils dans la peau.

#### Après l'intervention
Une fois l’intervention terminée, le tatoueur désinfecte la zone concernée à l’aide d’une solution antiseptique et applique de la pommade et un pansement ou de la cellophane pour protéger l'épiderme et favoriser la cicatrisation. Il doit ensuite expliquer clairement au tatoué comment il doit continuer à nettoyer sa peau et entretenir son tatouage minutieusement pour éviter les infections.
La peau doit rester propre et grasse durant toute la phase de cicatrisation (quinze jours environ), en veillant à ce qu'aucun agent infectieux entre dans la plaie. Le nettoyage doit se faire au moyen d’eau tiède et de savon doux ou d’une solution antiseptique sans alcool. Une fois que la zone tatouée est propre, il faut appliquer une pommade cicatrisante adéquate (certaines peuvent être contre-indiquées pour ce type de plaie).
De nouvelles méthodes, inspirées des soins aux grands brûlés, sont dites « cicatrisation en milieu humide » ; le tatoueur pose alors un pansement respirant spécifique, à changer régulièrement selon les modalités fournies par le fabricant.
Il est conseillé de porter des vêtements propres et en coton durant la cicatrisation. Les bains, la piscine ou la mer sont à proscrire pendant 2 à 3 semaines, ainsi que le soleil ou les rayons UV pendant au moins un mois. De nombreux tatoueurs déconseillent même d'exposer le tatouage au soleil durant la première année ou les premières années (si le tatouage couvre les parties exposées du corps, et que ce dernier est privé de soleil, une prescription de vitamine D est alors nécessaire).

## Styles et pratiques
Outre la possibilité de réaliser des tatouages en noir et blanc ou en couleurs, il existe de nombreux styles et pratiques différents.

### Styles
Cette liste n'est pas exhaustive. L'art du tatouage est en perpétuelle évolution et de nouveaux styles font régulièrement leur apparition.
- Tribal : le tatouage de style tribal propose un graphisme en lignes épaisses, le plus souvent en noir ou plus rarement en dégradés de gris. Les motifs sont inspirés de symboles rituels primitifs ou représentent plus simplement des motifs abstraits. Ce style de tatouage est souvent réalisé sur l'épaule ou en bracelet autour du bras chez les hommes et dans le bas du dos chez les femmes.
- Pointilliste ou Art du point (dot-art ou dot-work pour les anglophones) : le graphisme du tatouage est réalisé partiellement ou intégralement à base de points, donnant ainsi des effets de matières inédites en tatouage. Ce style est largement inspiré du pointillisme utilisé dans la peinture impressionniste.
- Réaliste : le style réaliste consiste à exécuter des motifs de la manière la plus réaliste qui soit, les plus réussis donnent même l'impression de voir de véritables photos. Les tatouages réalistes les plus courants sont les portraits.
- Asiatique : le style asiatique s'inspire de l'art asiatique et utilise souvent des représentations de dragons, de poissons (plus particulièrement la carpe koï), de Bouddha, ou encore de kanjis. Le style de dessin est très proche des anciens dessins et estampes chinoises et japonaises. Par ailleurs, il faut différencier le style asiatique du wabori, ce dernier ne concerne que les tatouages de grande taille réalisés de manière traditionnelle.
- Celtique : le tatouage celtique est constitué de motifs inspirés de l’art celtique (entrelacs et croix celtiques, créatures mythologiques, etc.). Il est le plus souvent en noir.
- Polynésien : le tatouage de style polynésien est caractérisé par des motifs traditionnels issus de la culture polynésienne. Le tatouage est réalisé uniquement à l'encre noire et est composé de lignes courbes ou de représentations stylisées d'animaux (requin, tortue, lézard, etc.).
- Old school ou « traditionnel » : les motifs old school sont exécutés selon les principes traditionnels occidentaux. Il est réalisé avec des contours épais, de fortes ombres noires et utilise des couleurs primaires vives. Les dessins sont souvent d'inspiration rock 'n' roll et reprennent des thèmes des années 1950 et 60. Des dessins de pin-up, de rose, de tigre, de cartes à jouer, d'hirondelles et de portraits ou encore des symboles militaires ou maritimes sont des exemples très répandus de ce style de tatouage.
- New school : le style new school est une version modernisée du style old school. Les motifs sont toujours très colorés mais contiennent plus de dégradés, et sont d'inspiration plus moderne. Les lignes sont larges et marquées, et on y retrouve une inspiration proche de la bande-dessinée, des comics ou du manga.
- Biomécanique : le tatouage de style biomécanique incorpore des composants mécaniques, organiques et biologiques. Il peut être réalisé de manière à donner l'impression que le motif se trouve sous la peau ou la déchire. C'est un style de tatouage largement présent dans la communauté cyberpunk, qui s'inspire largement de l'univers de la science-fiction.
- Gothique : les motifs de style gothique sont d'inspiration gothique, macabre ou gore, ils sont très souvent réalisés en noir et dégradés de gris. On y retrouve beaucoup de représentations de monstres ou de créatures fantastiques, mais encore des démons, des crânes ou la faucheuse.
- Abstrait : le tatouage abstrait n'est pas un style à proprement parler, il s'agit de motifs abstraits pouvant être réalisés dans n'importe quel style. Par exemple de nombreux tatouages tribaux ou polynésiens sont des motifs abstraits.
- Water Color : Le Water Color est une technique de tatouage réalisé dans un style aquarelle. Des couleurs vives généralement mélangées avec un effet de transparence souvent utilisé pour faire des fonds sur un motif plus réaliste[96].
- Lettrage : le tatouage lettrage consiste à se faire tatouer une phrase, un mot, une lettre. Il est très apprécié et populaire car il peut notamment représenter une citation, une histoire propre à chacun, rendre hommage à un être cher. Il peut être discret ou voyant, et être placé à n'importe quel endroit du corps. De plus, la diversité des polices de caractère est très grande, ce qui en fait un style très riche.
- Stick’n’Poke : une autre méthode de tatouage de plus en plus populaire, le « Stick’n’poke », « Hand-poked tattoo » ou plus simplement « hand-poked » est une méthode traditionnelle qui consiste à seulement utiliser l’aiguille de tatouage, la tremper dans l’encre et l’insérer dans l’épiderme. En utilisant différents types d’aiguilles, les tatoueurs utilisant cette technique peuvent atteindre le même résultat qu'à la machine tout en étant plus précis. En tenant l’aiguille directement avec les doigts, il est plus facile d’être minutieux et d’effectuer de petits détails. Cependant, le temps de création d’un tatouage est relativement long. Cette procédure, complètement manuelle, permet une ambiance plus calme lors de la séance, avec aucun bruit de machine, et peut également s'avérer plus délicate pour la peau, ce qui permet au tatouage de guérir plus rapidement[97],[98].

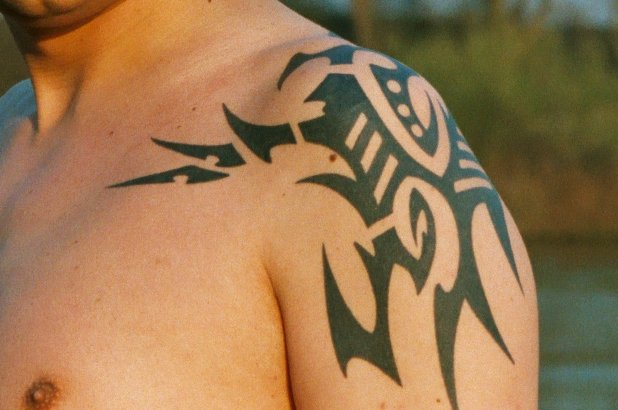
Tatouage de style tribal.
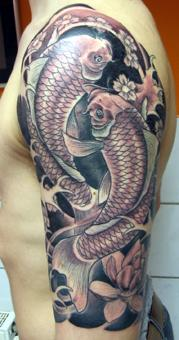
Tatouage de style asiatique.
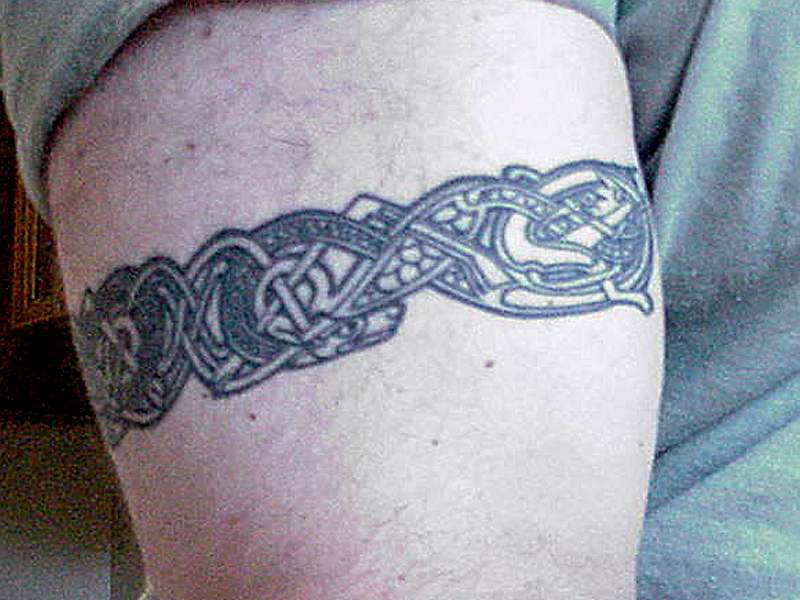
Entrelacs celtiques.
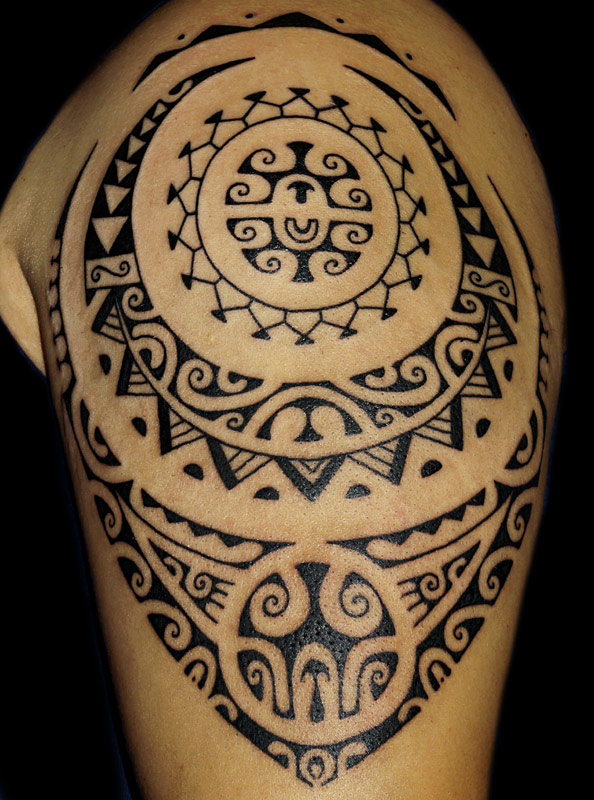
Tatouage de style polynésien (artiste: Manu Farrarons).
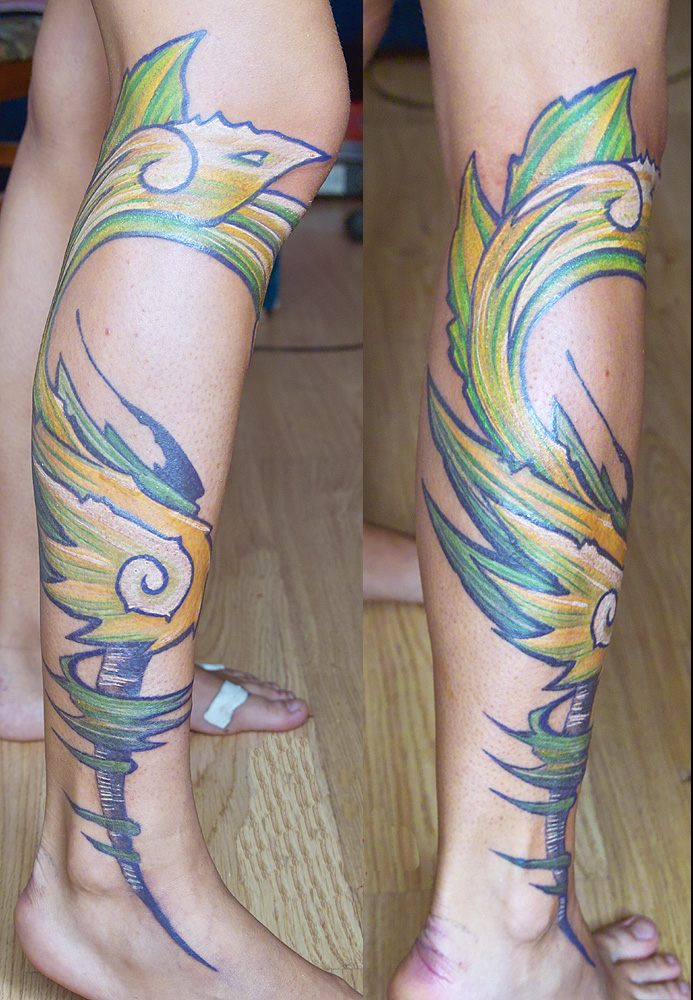
Tatouage abstrait.
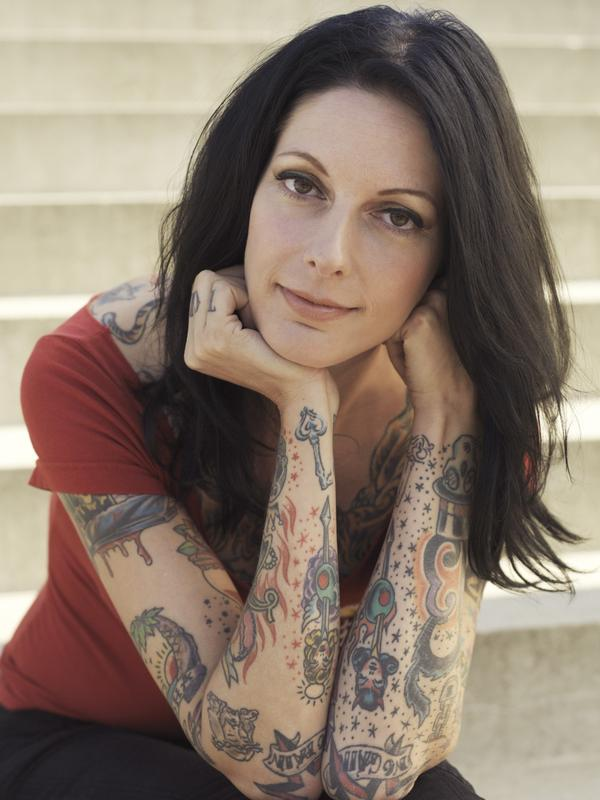
Tatouage de style old school.
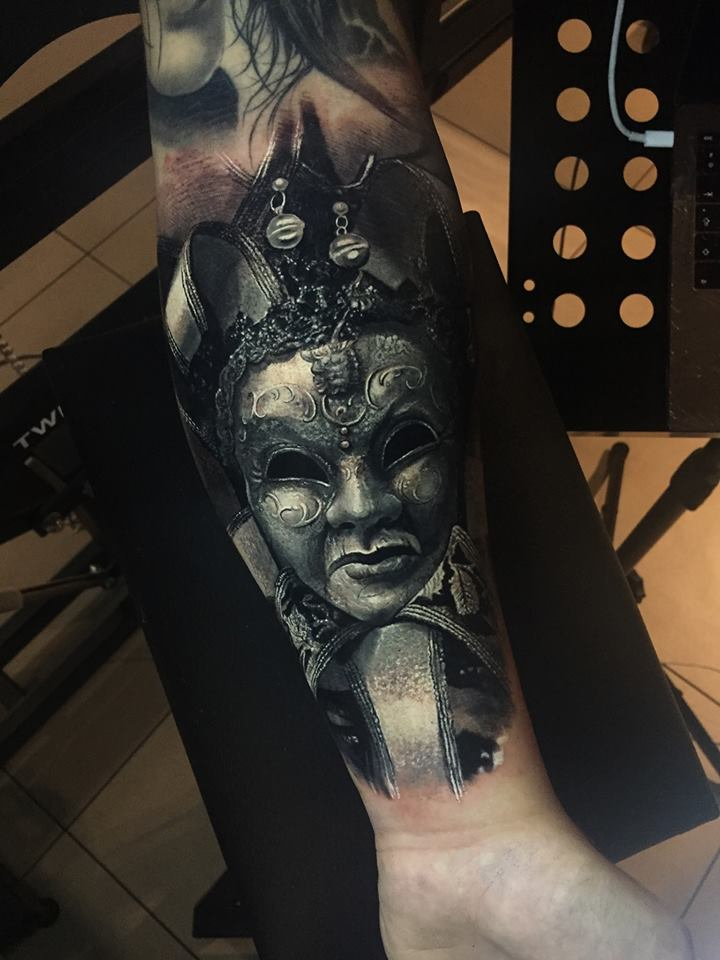
Tatouage réaliste noir et gris.
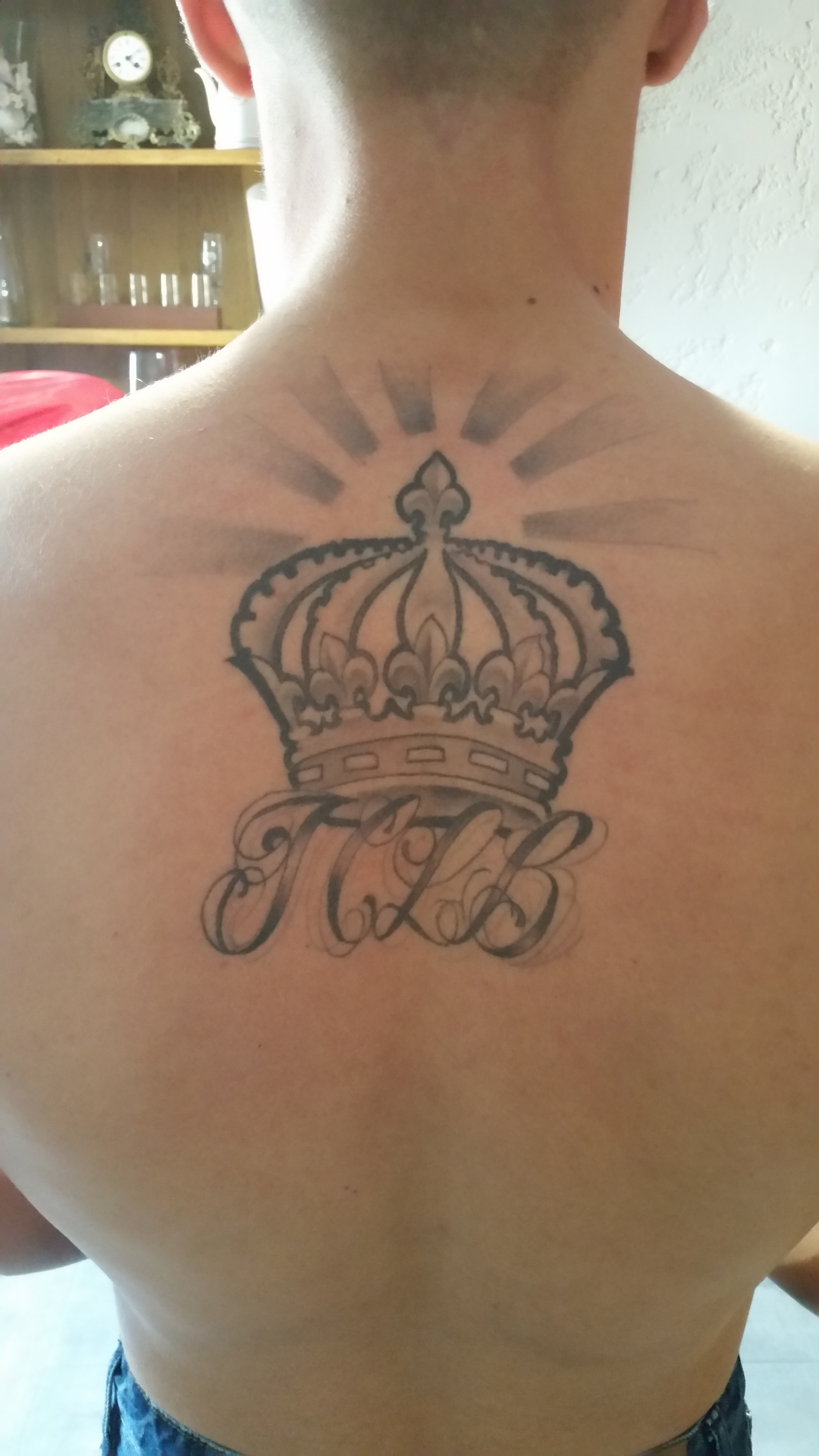
Tatouage symbolique représentant une couronne ornée d'un lettrage.
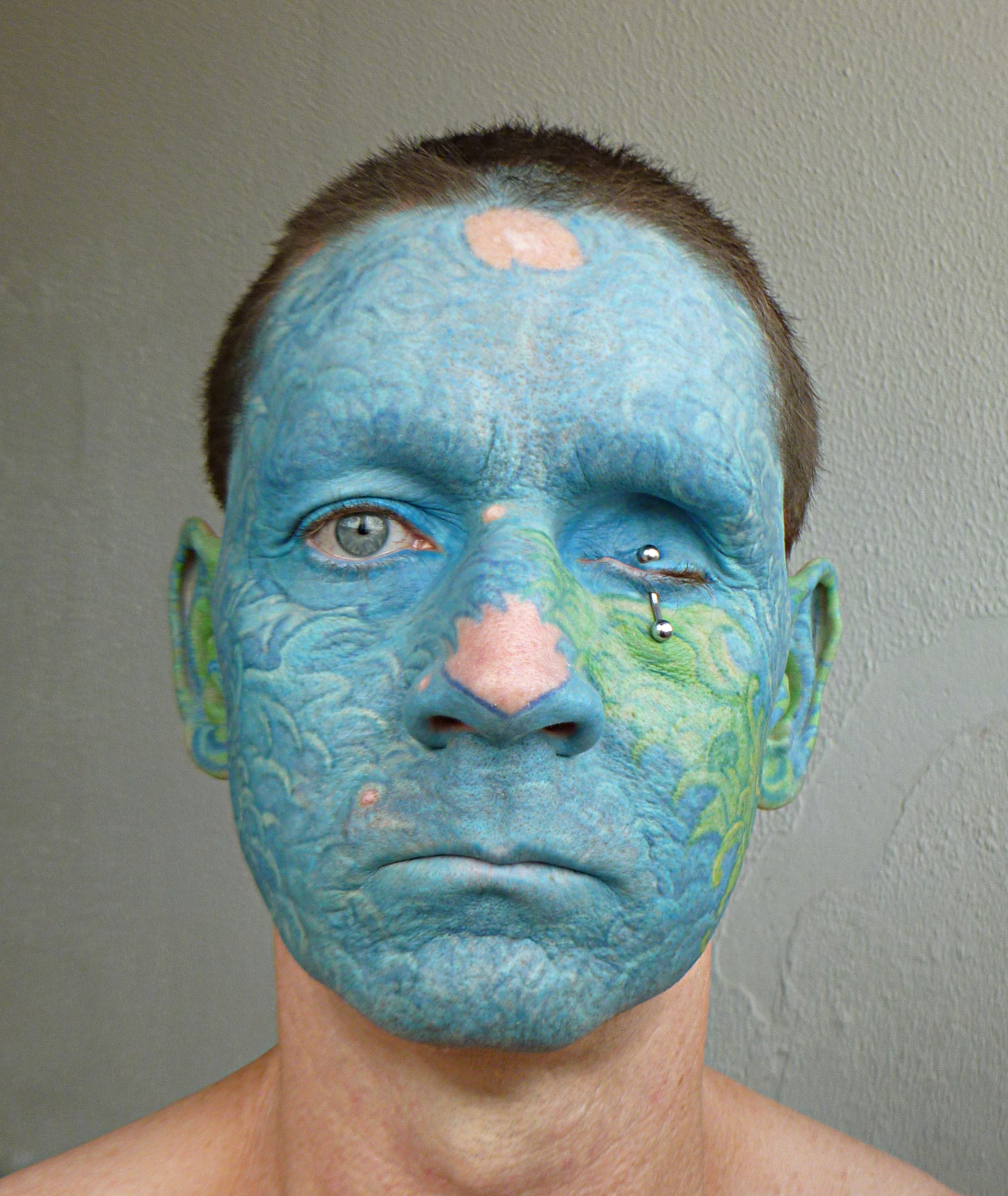
Tatouage facial.

### Pratiques
- Flash : le tatouage flash consiste à réaliser un motif déjà dessiné par le tatoueur et présenté dans son artbooks ou dans un magazine sur le tatouage. En quelque sorte, il s'agit de tatouer un motif tel quel, sans modification du tatoueur. Ces motifs sont généralement à usage unique, une fois tatoué, ce motif n'est plus disponible pour une autre personne.
- Personnalisé ou « Custom » : le tatouage personnalisé est un tatouage sur-mesure. Le motif peut être conçu par le client ou en collaboration avec un artiste pour créer un tatouage unique et peut être réalisé dans n'importe quel style. C'est un style de tatouage très apprécié par les tatoueurs, car il permet un plus grand travail artistique et plus de liberté.
- Tatouage UV ou « Blacklight » : cette pratique du tatouage consiste à insérer de l'encre réagissant à la lumière noire[1]. Il est conseillé de bien se renseigner sur les encres utilisées pour ce type de tatouage, car certaines ne respectent pas les réglementations en vigueur et peuvent causer des réactions allergiques.

## Douleur
Le tatouage est souvent associé à la douleur. Le processus de tatouage nécessitant la pénétration de la peau par plusieurs aiguilles, plusieurs fois par seconde et pendant parfois plusieurs heures, les tatouages sont souvent douloureux, à divers degrés.
Certains endroits sont ainsi réputés particulièrement sensibles : le ventre, les côtes, le thorax, les articulations et les extrémités (riches en terminaisons nerveuses), alors que certaines zones vont être réputées plus supportables : côté des cuisses, bras, dos... Pour autant, la perception de la douleur peut grandement varier selon les individus, et un individu peut également ressentir des douleurs d'intensité variable suivant l'endroit du tatouage, la durée de la séance, mais aussi son état physique, émotionnel ou hormonal.
Certaines personnes appliquent une pommade anesthésiante avant le tatouage, la plupart des tatoueurs le déconseillent fortement, la pommade modifiant la texture de la peau, et pouvant altérer le résultat final.

## Réglementation
Quelques pays européens commencent à disposer une réglementation dédiée au tatouage. En l'absence de réglementation, la clientèle doit le plus souvent s'en remettre au sérieux et à l'éthique de chaque professionnel, et/ou à l'affiliation de certains tatoueurs à des associations professionnelles, par exemple : L'United European Tattoo Artists, le Syndicat national des artistes tatoueurs en France, l'Association suisse des tatoueurs professionnels en Suisse ou l'Association des Tatoueurs et Pierceurs Professionnels Wallons en Belgique.
La France dispose d'une réglementation sanitaire depuis 2008, définie par le décret no 2008-149 du 19 février 2008 qui fixe les conditions d'hygiène et de salubrité relatives aux pratiques du tatouage avec effraction cutanée et du perçage, et modifie le code de la santé publique (dispositions réglementaires). Le décret impose que les activités de tatouage et « perçage corporel » soient déclarées en Préfecture et réalisées par des personnes ayant suivi une formation obligatoire à l'hygiène.
Le matériel pénétrant la barrière cutanée ou entrant en contact avec la peau ou la muqueuse du client et les supports directs de ce matériel doivent être soit à usage unique et stériles, soit stérilisés avant chaque utilisation. Le matériel jeté ainsi que les déchets produits sont assimilés aux DASRI (déchets d'activités de soins à risques infectieux) et doivent être éliminés selon les mêmes dispositions. Les produits de tatouage sont clairement définis et doivent respecter des règles précises, définies par le décret no 2008-210 du 3 mars 2008 qui fixe les règles de fabrication, de conditionnement et d'importation des produits de tatouage, et institue un système national de vigilance et modifiant le code de la santé publique (dispositions réglementaires). De plus, les locaux doivent comprendre une salle exclusivement réservée à la réalisation de ces techniques.
Les tatoueurs et perceurs doivent informer leurs clients, avant l'acte, des risques auxquels ils s'exposent et, après la réalisation de ces techniques, des précautions à respecter. Cette information doit également être affichée de manière visible dans les studios. Ils doivent aussi vérifier que leurs clients soient majeurs, car les tatouages et piercings sont interdits sur une personne mineure sans le consentement écrit d'un parent ou tuteur légal.
Les professionnels qui ne respectent pas les différentes mesures exigées s'exposent à des contraventions de 5e classe, soit des amendes pouvant aller jusqu'à 1 500 euros.
Le 6 mars 2013, l'Agence nationale de sécurité du médicament et des produits de santé (ANSM) publie un arrêté « fixant la liste des substances qui ne peuvent pas entrer dans la composition des produits de tatouage », notamment 9 encres sur 10 utilisées dans les tatouages de couleur. Il est appliqué depuis le 1er janvier 2014.
Le 4 janvier 2022, 25 encres de tatouage rouges, orange et jaunes seront interdites dans l'Union Européenne. L'interdiction des pigments Blue 15:3 et Green 7 est prévue en 2023.

## Popularité

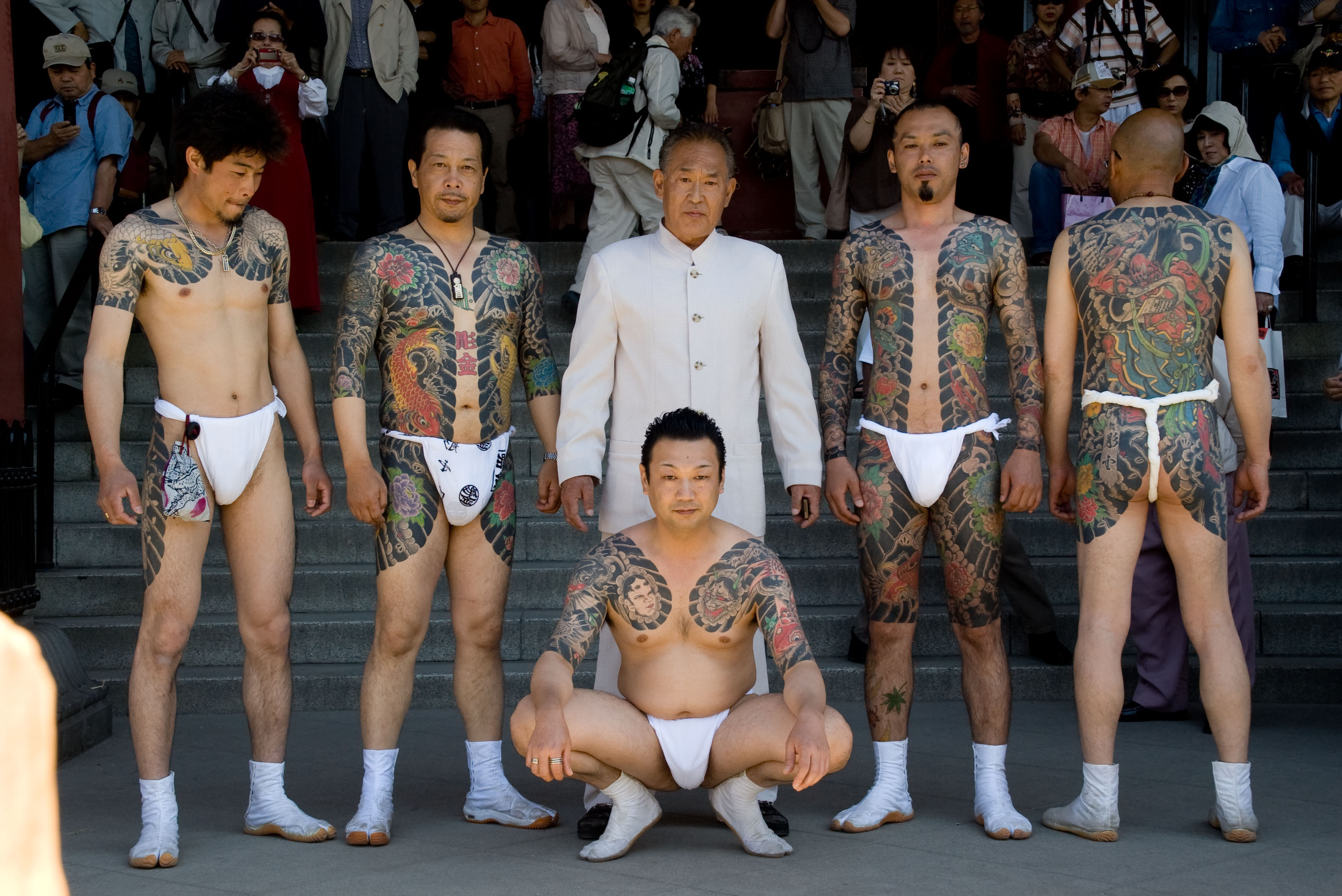
Membres de la mafia japonaise (Yakuza) portant des tatouages

Dans de nombreux pays, le tatouage est longtemps resté impopulaire, notamment à cause des catégories d'individus se faisant tatouer. Marie Cipriani-Crauste, psychologue au Centre d'ethnologie français, explique à propos des personnes réticentes : « Les images négatives prédominent. Elles associent ces types de parures à la délinquance et au refus de se plier aux normes d'une société ».
Ainsi, au Japon, le tatouage est longtemps utilisé comme châtiment servant à marquer les criminels, devient décoratif et populaire sous l’époque Edo (1603-1868), est interdit au début de l’ère Meiji (1868-1912), puis à nouveau autorisé au lendemain de la Seconde Guerre mondiale : depuis, il est cependant controversé en raison de son association aux yakuzas. Il est encore souvent interdit dans les bains publics, les sources d'eau chaude, certaines entreprises et même les salles de sport. Dans de nombreux pays, la population criminelle et carcérale se fait largement tatouer et de ce fait le tatouage a depuis longtemps une mauvaise connotation.
C'est à partir des années 1980 que le tatouage émerge des groupes et des contextes marginaux.
Cependant l'engouement pour le tatouage reprend depuis les années 1990-2000 et de nombreuses personnalités de la musique, du sport et des médias se font tatouer de plus en plus ouvertement, ce qui se voit. La majorité des artistes de musique rock, heavy metal, hip-hop ou encore R'n'B portent des tatouages. De plus, l'effet de mode a tendance à se mondialiser et de nombreux jeunes changent les vieilles idées, ce qui fait que de plus en plus de personnes se font tatouer ou acceptent mieux le tatouage. En 2003, 31 % des Français de 11 à 19 ans se disent tentés par un tatouage. Le tatouage est plus répandu aux États-Unis qu'en France : d'après un sondage de l'institut Harris Polls, en 2008, 40 millions d'Américains seraient tatoués, ce qui représente 16 % de la population contre « seulement » 10 % des Français selon l'institut IFOP. Depuis, les chiffres ont considérablement augmenté : l'institut Harris publie en 2012 un nouveau sondage sur les États-Unis : 21 % de la population américaine possède un ou plusieurs tatouages, soit une augmentation de cinq points par rapport à l'étude de 2008. Le 14 octobre 2023 l'Académie des Arts-Sciences-Lettres  reconnait le tatouage comme une expression artistique en décernant pour la première fois la médaille de vermeille au tatoueur Mikael de Poissy .

### Mondial du tatouage en France
Le Mondial du tatouage a été créé en 1999, mais c’est grâce au tatoueur Tin-Tin qu’il est devenu, en 2013, un rendez-vous annuel. Cet évènement a lieu dans toute la France et se compose aussi de concerts.
Ce salon s'impose en quelques années, avec plus de 400 exposants et plus de 30 000 visiteurs en 2018, à la Grande halle de la Villette à Paris. Durant trois jours, des tatoueurs du monde entier sont présents, utilisant autant des techniques modernes qu’ancestrales.

### Livres
: document utilisé comme source pour la rédaction de cet article.
- Luc Renaut, Thèse de doctorat : Marquage corporel et signation religieuse dans l'Antiquité, E.P.H.E. Paris, 6 décembre 2004 (lire en ligne). Cette thèse a reçu en 2005 le prix John Jaffé de la Chancellerie des Universités de Paris
- David Le Breton, Signes d'identité : tatouages, piercings et autres marques corporelles, Paris, Éditions Métailié, coll. « Traversées », 23 mars 2002, 224 p. (ISBN 2-86424-426-8 et 978-2864244264, OCLC 300289215).
- Isabel Drouyer et René Drouyer, Tatouages Sacrés, Thaïlande, Cambodge, Laos et Myanmar, Un Tatouage peut-il changer votre vie?, Soukha Editions, 2017, 192 p.
- (en) Isabel Drouyer et René Drouyer, Thai Magic Tattoos The art And Influence of Sak Yant, Riverbooks, 2013. 144 p.
- Alain Pozzuoli, Tatouages : Une histoire et des histoires, Édition les Belles Lettres, 2005, 288 p. (ISBN 978-2-251-49165-3, OCLC 470162501)Recueil collectif de 22 nouvelles qui contient la nouvelle Le Tatouage de Junichirô Tanizaki
- (en) Amy Krakow, The Total Tattoo Book, New-York, Grand Publishing Central, juin 1994, 224 p. (ISBN 0-446-67001-4 et 978-0-4466-7001-2, OCLC 29313989)
- Philippe Di Folco (ill. Philippe Vaurès Santamaria), Peau, tatouages et piercings, Paris, Fitway Publishing, octobre 2004, 144 p. (ISBN 2-7528-0029-0 et 978-2-7528-0029-9, OCLC 419749834)
- Pascal Tourain, L'Homme Tatoué, Paris, Édition du Yunnan, 2004, 40 p., 105 mm × 175 mm (ISBN 2-915457-02-6 et 978-2-915457-02-5, OCLC 470494388)
- Armand Cabasson, Le Poisson Bleu Nuit : et autres nouvelles, Oulon, Édition Nuit d'Avril, 2007, 203 p. (ISBN 978-2-35072-034-0 et 2-35072-034-9, OCLC 159954942)
- Ludovic Lavaissière, Kainsmal (in volume Identités), Paris, Édition Glyphe, 2009, 30 p. (ISBN 978-2-35285-058-8, OCLC 470812540)
- Alfred (dessin) et Jérôme Pierrat (scénario), Le Tatouage : Histoire d'une pratique ancestrale, Bruxelles/Paris, Le Lombard, coll. « La petite bédéthèque des savoirs », 2016, 72 p. (ISBN 978-2-8036-7008-6)
- Octave Guiol, Le tatouage dans la marine : Thèse pour le doctorat en médecine, Bordeaux, Imprimerie du Midi, 1896, 92 p. (lire en ligne)

### Articles
- Alois Hahn, « Écrire sur soi-même, s'écrire soi-même : le tatouage », Sociétés & Représentations, no 2,‎ janvier 1996, p. 29-43 (lire en ligne)

### Magazines
- (en) Tattoo Magazine, Paisano Publications (ISSN 1041-3146)
- Tatouage Magazine, Éditions Larivière (ISSN 1289-5369)